# Bahnstrecke Mannheim–Basel
| | | | |
| Streckennummer (DB): | 4000 (Mannheim–Basel) 4002 (Mannheim Hbf–M-Fr Südein/Ausf ehem. bis Heidelberg-Kirchheim) 4003 (Mannheim Hbf–Mannheim Hbf Ost) 4280 (Rastatt-Süd–Offenbg südl Es und Schliengen–Haltingen) | | |
| Streckennummer (BAV): | 518 (Basel Bad. Bf–Grenze CH-D) | | |
| Kursbuchstrecke (DB): | 665.3-4 (Mannheim–Heidelberg) 701 (Heidelberg–Karlsruhe) 702 (Karlsruhe–Offenburg–Basel) | | |
| Kursbuchstrecke: | 320 (Mannheim Hbf – Karlsruhe Hbf 1946) 318a (Mannheim Hbf – Heidelberg Hbf 1946) 315 (Mannheim Hbf – Mannheim-Seckenheim 1946) 315 (Heidelberg-Wieblingen – Heidelberg Hbf 1946) 319, 319a (Karlsruhe-Durlach – Karlsruhe Hbf 1946) 301 (Karlsruhe Hbf – Basel DRB 1946) 303e (Denzlingen – Freiburg (Brsg) Hbf 1946) | | |
| Streckenlänge: | 270,7 km | | |
| Spurweite: | 1435 mm (Normalspur) | | |
| Streckenklasse: | D4 | | |
| Stromsystem: | 15 kV 16,7 Hz ~ | | |
| Streckengeschwindigkeit: | 250 km/h | | |
| Zugbeeinflussung: | PZB, LZB | | |
| Zweigleisigkeit: | (durchgehend) | | |
| | | | |
| \| Kilometrierung SFS ↓ Kilometrierung Bestandstrecke \| \| \| \| \| \| \| von Mainz, von Waldhof, von Schifferstadt, vom Hgbf \| \| \| \| \| \| \| \| \| 0,000 \| Mannheim Hbf \| 95 m \| \| \| \| Schleifbahn \| \| \| \| \| Alter Bahnhof 1840–1867/1879 \| \| \| \| \| \| \| \| \| 1,300 \| Mannheim Hbf Ost (Bft, ehem. „Mannheim-Kleinfeld“) \| Mannheim Hbf Ost (Bft, ehem. „Mannheim-Kleinfeld“) \| \| \| \| \| \| \| \| \| Neckarauer Übergang (Straßenbahn nach Neckarau) \| \| \| \| \| nach Karlsruhe \| \| \| \| \| nach Frankfurt (Main) Hbf \| \| \| \| \| \| \| \| \| 2,0+150,002,1+046,04 \| Kilometrierungssprung Strecke 4002 (Überlänge 3,96 m) \| Kilometrierungssprung Strecke 4002 (Überlänge 3,96 m) \| \| \| \| \| \| \| \| 2,100 \| nach Stuttgart (Schnellfahrstrecke) \| nach Stuttgart (Schnellfahrstrecke) \| \| \| \| \| \| \| \| 2,3452,604 \| Kilometrierungssprung Strecke 4000 (Fehllänge 258,90 m) \| Kilometrierungssprung Strecke 4000 (Fehllänge 258,90 m) \| \| \| \| \| \| \| \| \| \| \| \| \| 002,455002,711 \| Kilometrierungssprung Strecke 7702 (Fehllänge 255,73 m) \| Kilometrierungssprung Strecke 7702 (Fehllänge 255,73 m) \| \| \| \| \| \| \| \| 2,600 000,000 \| Mannheim Rbf Westeinfahrt (Bft Rbf) \| Mannheim Rbf Westeinfahrt (Bft Rbf) \| \| \| \| von Mannheim-Neckarau \| \| \| \| \| Strecke von Rennplatz (Riedbahn) \| \| \| \| 3,700 000,000 \| Mannheim Rbf Gr K/Kn (Bft Rbf) \| Mannheim Rbf Gr K/Kn (Bft Rbf) \| \| \| 3,500 000,000 \| Mannheim Rbf Gr G (Bft Rbf) \| Mannheim Rbf Gr G (Bft Rbf) \| \| \| 3,960 \| Mannheim Rbf Hp \| Mannheim Rbf Hp \| \| \| 4,274 \| Mannheim-SAP-ARENA/Maimarkt \| 95 m \| \| \| 6,100 000,000 \| Mannheim Rbf Gr M (Bft Rbf) \| Mannheim Rbf Gr M (Bft Rbf) \| \| \| 6,145 \| Mannheim-Seckenheim \| 96 m \| \| \| 6,400 000,000 \| Mannheim Rbf Gr D (Bft Rbf) \| Mannheim Rbf Gr D (Bft Rbf) \| \| \| 6,500 \| Bundesautobahn 6 \| Bundesautobahn 6 \| \| \| \| \| \| \| \| 007,134007,311 \| Kilometersprung Strecke 4002 (Fehllänge 177,73 m) \| Kilometersprung Strecke 4002 (Fehllänge 177,73 m) \| \| \| \| \| \| \| \| \| \| \| \| \| 7,9+46,377,9+49,84 \| Kilometrierungssprung Strecke 7702 (Fehllänge 3,46 m) \| Kilometrierungssprung Strecke 7702 (Fehllänge 3,46 m) \| \| \| \| \| \| \| \| \| Strecke nach Schwetzingen \| \| \| \| 8,494 \| Mannheim-Friedrichsfeld Südeinf/Ausf (Bft, Abzw) \| Mannheim-Friedrichsfeld Südeinf/Ausf (Bft, Abzw) \| \| \| 8,600 \| Verbindungsstrecken nach Mannheim-Friedrichsfeld \| Verbindungsstrecken nach Mannheim-Friedrichsfeld \| \| \| 8,930 \| Strecke Neu-Edingen/M-Fr'feld–Schwetzingen \| Strecke Neu-Edingen/M-Fr'feld–Schwetzingen \| \| \| 9,024 \| Mannheim-Friedrichsfeld Süd Hp \| 102 m \| \| \| 11,920 \| Bk Schlüssel \| Bk Schlüssel \| \| \| 9,400 \| von Frankfurt \| von Frankfurt \| \| \| 14,200 \| Bundesautobahn 5 \| Bundesautobahn 5 \| \| \| 14,500 \| Heidelberg-Wieblingen (Abzw, niveaufrei) \| Heidelberg-Wieblingen (Abzw, niveaufrei) \| \| \| 14,826 \| Wieblingen (seit 1873[1]) \| Wieblingen (seit 1873[1]) \| \| \| 14,827 \| Heidelberg-Pfaffengrund/Wieblingen \| 108 m \| \| \| \| Strecke von Heidelberg Rbf zur Main-Neckar-Bahn \| \| \| \| \| von Schwetzingen \| \| \| \| 16,000 00,000 \| Straßenbahn Heidelberg nach Kirchheim \| Straßenbahn Heidelberg nach Kirchheim \| \| \| \| Trasse bis 1955 \| \| \| \| 16,634 00,000 \| Heidelberg Rbf (1914–2000) \| Heidelberg Rbf (1914–2000) \| \| \| 16,740 \| Bk Ochsenkopf \| Bk Ochsenkopf \| \| \| 17,035 \| Czernybrücke (Straßenbahn nach Kirchheim) \| Czernybrücke (Straßenbahn nach Kirchheim) \| \| \| \| \| \| \| \| 17,49019,102 \| Kilometersprung (wegen neuer Trasse) \| Kilometersprung (wegen neuer Trasse) \| \| \| \| \| \| \| \| 19,103 \| Heidelberg Hbf \| 107 m \| \| \| \| \| \| \| \| 19,2 +300,019,4 +080,1 \| Kilometersprung (nur Gegenrichtungsgleis) \| Kilometersprung (nur Gegenrichtungsgleis) \| \| \| \| \| \| \| \| \| \| \| \| \| 19,5 +00,019,5 +16,3 \| Kilometersprung (nur Richtungsgleis) \| Kilometersprung (nur Richtungsgleis) \| \| \| \| \| \| \| \| \| Heidelberg Gbf (bis ca. 1914) \| \| \| \| 18,71 \| Heidelberg Hbf (bis 1955) \| Heidelberg Hbf (bis 1955) \| \| \| \| \| \| \| \| 17,600 19,470 \| Straßenbahn nach Eppelheim, ehem. Strecke nach Schwetzingen \| Straßenbahn nach Eppelheim, ehem. Strecke nach Schwetzingen \| \| \| \| \| \| \| \| 18,000 00,000 \| Straßenbahn nach Kirchheim \| Straßenbahn nach Kirchheim \| \| \| \| \| \| \| \| 19,700 \| nach Jagstfeld \| nach Jagstfeld \| \| \| 20,302 \| ehem. zur Neckartalbahn \| ehem. zur Neckartalbahn \| \| \| \| ehem. niveaufreie Einfädelung \| \| \| \| 22,143 \| Heidelberg-Kirchheim/Rohrbach \| 107 m \| \| \| \| ehem. Straßenbahn nach Kirchheim \| \| \| \| 24,450 \| Leimen \| Leimen \| \| \| 26,484 \| St Ilgen-Sandhausen \| 106 m \| \| \| 29,060 \| Seeberg (Bk) \| Seeberg (Bk) \| \| \| 29,930 \| Walldorf \| Walldorf \| \| \| 32,085 \| Wiesloch-Walldorf \| 111 m \| \| \| \| ehem. nach Meckesheim \| \| \| \| 37,467 \| Rot-Malsch \| 106 m \| \| \| 40,222 \| Bad Schönborn-Kronau \| 108 m \| \| \| 42,353 \| Bad Schönborn Süd \| 109 m \| \| \| 44,282 \| Stettfeld-Weiher (seit Dez 2019) \| 114 m \| \| \| 46,291 \| Ubstadt-Weiher \| 110 m \| \| \| 46,600 \| Ubstadt-Weiher (Abzw) \| Ubstadt-Weiher (Abzw) \| \| \| \| Verbindungsstrecke nach Bruchsal Rollenberg \| \| \| \| \| von Odenheim und von Menzingen \| \| \| \| 48,100 \| Schnellfahrstrecke Mannheim–Stuttgart \| Schnellfahrstrecke Mannheim–Stuttgart \| \| \| 48,590 \| Kammern (Bk) \| Kammern (Bk) \| \| \| \| Verbindungsbahn von Bruchsal Rollenberg \| \| \| \| 49,610 \| Bruchsal Nord (Abzw) \| Bruchsal Nord (Abzw) \| \| \| \| von Graben-Neudorf \| \| \| \| \| \| \| \| \| 51,4+232,5751,6+032,15 \| Überlänge 0,42 m \| Überlänge 0,42 m \| \| \| \| \| \| \| \| 51,633 \| Bruchsal \| 114 m \| \| \| \| Westbahn nach Stuttgart \| \| \| \| \| \| \| \| \| 53,572 \| Bruchsal Bildungszentrum („Bruchsal GBZ“) \| 111 m \| \| \| \| \| \| \| \| 55,900 \| Untergrombach (Üst) \| Untergrombach (Üst) \| \| \| 56,784 \| Untergrombach \| 115 m \| \| \| 60,457 \| Weingarten (Baden) \| 115 m \| \| \| 64,500 \| Stehpass (Bk) \| Stehpass (Bk) \| \| \| 67,250 \| VBK-Strecke Durlacher Allee–Grötzingen \| VBK-Strecke Durlacher Allee–Grötzingen \| \| \| \| Strecke von Pforzheim \| \| \| \| 68,213 \| Karlsruhe-Durlach \| 116 m \| \| \| \| Straßenbahn nach Durlach und Wolfartsweier \| \| \| \| \| Güterumgehungsbahn nach Karlsruhe Rbf \| \| \| \| \| Güterstrecke Karlsruhe-Hagsfeld–Karlsruhe Rbf \| \| \| \| \| (ehem. Trasse der Rheintalbahn bis 1913) \| \| \| \| \| von Mannheim über Schwetzingen \| \| \| \| \| \| \| \| \| \| ehem. Anschluss vom Ausbesserungswerk (bis 199x) \| \| \| \| \| \| \| \| \| \| Karlsruhe Gbf (alt) (bis 199x) \| \| \| \| \| Karlsruhe Hbf (alt) (bis 1913) \| \| \| \| \| ehem. Trasse der Hardtbahn, Maxaubahn \| \| \| \| 72,898 \| Karlsruhe Hbf \| Karlsruhe Hbf \| \| \| \| Beiertheim (bis 1913); Standort heutiger Albtalbahnhof \| \| \| \| \| Albtalbahn \| \| \| \| \| (ehem. Trasse der Rheintalbahn bis 1913) \| \| \| \| \| nach Wörth \| \| \| \| \| nach Rastatt über Durmersheim \| \| \| \| \| Güterstrecke Karlsruhe West–Karlsruhe Rbf \| \| \| \| \| \| \| \| \| \| Güterstrecke Karlsruhe-Dammerstock–Karlsruhe Rbf \| \| \| \| \| \| \| \| \| \| Güterumgehungsbahn von Karlsruhe Rbf \| \| \| \| \| Rüppurr (bis 1913) \| \| \| \| 76,230 \| Karlsruhe Brunnenstück (Abzw) \| Karlsruhe Brunnenstück (Abzw) \| \| \| \| (ehem. Trasse der Rheintalbahn bis 1913) \| \| \| \| \| \| \| \| \| 76,40477,450 \| Kilometersprung (wegen verkürzter Trasse von 1913) \| Kilometersprung (wegen verkürzter Trasse von 1913) \| \| \| \| \| \| \| \| 79,649 \| Ettlingen West \| 121 m \| \| \| 80,00 \| nach Ettlingen Stadt \| nach Ettlingen Stadt \| \| \| 82,540 \| Bruchhausen (b Ettlingen) \| 118 m \| \| \| 84,990 \| Stützel (Bk) \| Stützel (Bk) \| \| \| 87,864 \| Malsch \| 120 m \| \| \| 88,483 \| Malsch Süd \| 120 m \| \| \| 90,783 \| Muggensturm Badesee \| 122 m \| \| \| 91,743 \| Muggensturm \| 123 m \| \| \| \| Tunnel Rastatt von Karlsruhe (im Bau) \| \| \| \| \| von Karlsruhe über Durmersheim \| \| \| \| 96,501 \| Rastatt \| 120 m \| \| \| \| Murgtalbahn nach Freudenstadt \| \| \| \| \| nach Wintersdorf \| \| \| \| \| Tunnel Rastatt (Südportal, im Bau) \| \| \| \| 98,410 \| Storchnest (Bk) \| Storchnest (Bk) \| \| \| 99,838100,400 \| Kilometersprung (wegen Verlegung Bf Rastatt 1890) \| Kilometersprung (wegen Verlegung Bf Rastatt 1890) \| \| \| \| A 5 \| \| \| \| 101,400 \| Rastatt-Süd (Abzw, heute Beginn der SFS) \| Rastatt-Süd (Abzw, heute Beginn der SFS) \| \| \| 102,583 \| Baden-Baden Haueneberstein \| 124 m \| \| \| 103,200 000,000 \| Sandweier Üst (Üst) \| Sandweier Üst (Üst) \| \| \| 105,480 105,324 \| Baden-Baden \| 126 m \| \| \| \| nach Baden-Baden (alt) \| \| \| \| 108,030 \| Sinzheim (b Bühl) Nord \| 127 m \| \| \| 109,470 \| Sinzheim (b Bühl) \| 126 m \| \| \| 112,500 \| Baden-Baden Rebland (früher Steinbach (Baden)) \| 133 m \| \| \| \| von Schwarzach (ehem. Meterspur) \| \| \| \| 116,850 \| Bühl \| 135 m \| \| \| 116,000 000,000 \| Bühl (Baden) F (nur am Gleis Richtung Süden) \| Bühl (Baden) F (nur am Gleis Richtung Süden) \| \| \| \| nach Oberbühlertal \| \| \| \| 119,175 119,175 \| Ottersweier \| Ottersweier \| \| \| 119,950 \| Ottersweier \| Ottersweier \| \| \| 123,310 \| Römerfeld (Bk) \| Römerfeld (Bk) \| \| \| 124,100 000,000 \| Achern (F) \| Achern (F) \| \| \| 125,300 \| Achern \| 145 m \| \| \| \| nach Ottenhöfen \| \| \| \| \| \| \| \| \| 127,7 +07,5127,8 +00,0 \| Kilometersprung \| Kilometersprung \| \| \| \| \| \| \| \| \| \| \| \| \| 127,7 +06,0127,8 +00,0 \| Kilometersprung \| Kilometersprung \| \| \| \| \| \| \| \| 128,400 000,000 \| Önsbach (Üst) \| Önsbach (Üst) \| \| \| 129,490 \| Önsbach \| Önsbach \| \| \| 131,680 \| Renchen \| 144 m \| \| \| 133,750 \| Eichgrund (Bk) \| Eichgrund (Bk) \| \| \| \| zur nach Strasbourg \| \| \| \| 136,700 136,850 \| Appenweier Nord (Bft) \| Appenweier Nord (Bft) \| \| \| \| von Bad Griesbach \| \| \| \| 137,940 137,940 \| Appenweier \| 147 m \| \| \| \| von Strasbourg \| \| \| \| 138,649 138,656 \| Appenweier-Muhrhaag (Bft) \| Appenweier-Muhrhaag (Bft) \| \| \| 140,973 \| Windschläg (Abzw) \| Windschläg (Abzw) \| \| \| \| nach Offenburg Gbf Gr. E (niveaufrei) \| \| \| \| 141,700 000,000 \| Offenburg nördl. Esig (Bft) \| Offenburg nördl. Esig (Bft) \| \| \| \| nach Offenburg Gbf Gr. E \| \| \| \| \| von Offenburg Gbf Gr. A \| \| \| \| \| \| \| \| \| 145,500 145,482 \| Offenburg \| 159 m \| \| \| \| \| \| \| \| 146,123 \| Offenburg Ülp südl Esig (Bft, heute Ende der SFS) \| Offenburg Ülp südl Esig (Bft, heute Ende der SFS) \| \| \| \| nach Singen (Hohentwiel) \| \| \| \| \| \| \| \| \| \| ehem. Umgehungskurve von der Schwarzwaldbahn \| \| \| \| \| \| \| \| \| 148,300 \| Schutterwald \| Schutterwald \| \| \| 154,428 \| Niederschopfheim (PV bis 1968) \| 153 m \| \| \| 158,652 \| Friesenheim (Baden) \| 155 m \| \| \| \| ehem. Mittelbadische Eisenbahnen (Meterspur) \| \| \| \| \| ehem. von Lahr MEG \| \| \| \| 163,661 \| Lahr (Schwarzw) \| 161 m \| \| \| \| ehem. nach Lahr Stadt \| \| \| \| 166,100 \| Kippenheim (bis 1974) \| Kippenheim (bis 1974) \| \| \| 171,766 \| Orschweier \| 166 m \| \| \| \| ehem. Lokalbahn Rhein–Ettenheimmünster \| \| \| \| 174,777 \| Ringsheim \| 169 m \| \| \| 177,685 \| Herbolzheim (Breisgau) \| 172 m \| \| \| 180,965 \| Kenzingen \| 175 m \| \| \| \| von Breisach \| \| \| \| 185,851 \| Riegel-Malterdingen \| 180 m \| \| \| \| SFS ab hier mit eigener Trassierung \| \| \| \| 188,775 \| Köndringen (Hp Üst) \| 187 m \| \| \| 190,615 \| Teningen-Mundingen \| 194 m \| \| \| 192,673 \| Emmendingen \| 201 m \| \| \| 194,000 \| Heilanstalt[2] \| 210 m \| \| \| 196,488 \| Kollmarsreute \| 221 m \| \| \| \| von Elzach \| \| \| \| 199,835 \| Denzlingen \| 235 m \| \| \| 202,691 \| Gundelfingen (Breisgau) (Hp Abzw) \| 241 m \| \| \| \| Güterumgehungsbahn nach Freiburg Gbf \| \| \| \| 204,994 \| Freiburg-Zähringen \| 253 m \| \| \| 205,8 +310,9206,0 +100,0 \| Kilometersprung \| Kilometersprung \| \| \| \| Straßenbahn Freiburg \| \| \| \| 206,977 \| Freiburg-Herdern \| 264 m \| \| \| \| Strecke von Breisach \| \| \| \| 208,322 \| Freiburg (Breisgau) Hbf \| 269 m \| \| \| \| Straßenbahn Freiburg \| \| \| \| \| nach Donaueschingen \| \| \| \| \| Straßenbahn Freiburg \| \| \| \| \| Freiburg-Baslerstraße \| \| \| \| 212,497 \| Freiburg-St Georgen \| 253 m \| \| \| \| Güterumgehungsbahn von Freiburg Gbf \| \| \| \| 214,615 \| Leutersberg (Abzw) \| Leutersberg (Abzw) \| \| \| 215,742 \| Ebringen \| 239 m \| \| \| 216,994 \| Schallstadt \| 235 m \| \| \| 219,856 \| Norsingen \| 230 m \| \| \| \| von Münstertal \| \| \| \| 222,853 \| Bad Krozingen \| 231 m \| \| \| 224,100 \| Tunsel (bis 1970) \| Tunsel (bis 1970) \| \| \| \| Eschbach-Tunsel (geplant) \| \| \| \| \| \| \| \| \| 225,0 +111,5225,1 +000,0 \| Kilometersprung \| Kilometersprung \| \| \| \| \| \| \| \| 228,734 \| Heitersheim \| 226 m \| \| \| \| Überwerfungsbauwerk (geplant) \| \| \| \| \| SFS bis hier mit eigener Trasse \| \| \| \| \| Buggingen (Abzw) \| \| \| \| 231,838 \| Buggingen \| 223 m \| \| \| 234,800 \| Hügelheim \| Hügelheim \| \| \| \| \| \| \| \| 237,300 \| Müllheim (Baden) ehem. Übergang zur Müllheim-Badenweiler Eisenbahn (Meterspur) \| 233 m \| \| \| \| \| \| \| \| \| Strecke nach Mulhouse \| \| \| \| 239,728 \| Auggen \| 233 m \| \| \| \| \| \| \| \| 242,700 \| Schliengen Abzweig Rtb/NBS (Bft; „Schliengen Nord“) \| Schliengen Abzweig Rtb/NBS (Bft; „Schliengen Nord“) \| \| \| \| \| \| \| \| \| SFS mit eigener Trasse \| \| \| \| 243,150 \| Schliengen \| 241 m \| \| \| \| (Portalverlängerung gegen Tunnelknall) \| \| \| \| 245,400 \| Anfang Katzenbergtunnel (9.385 m) \| Anfang Katzenbergtunnel (9.385 m) \| \| \| 246,769 \| Bad Bellingen \| 254 m \| \| \| 249,954 \| Rheinweiler \| 257 m \| \| \| 252,664 \| Kleinkems („Kleinkems Hp“) \| 258 m \| \| \| 253,088 \| Kleinkems Üst („Kleinkems“) \| Kleinkems Üst („Kleinkems“) \| \| \| 255,300 \| Klotz-Tunnel (242 Meter) \| Klotz-Tunnel (242 Meter) \| \| \| 256,000 \| Kirchberg-Tunnel (129 Meter) \| Kirchberg-Tunnel (129 Meter) \| \| \| 256,378 \| Istein (Hp Awanst) \| 258 m \| \| \| 256,800 \| Hardberg-Tunnel (307 Meter) \| Hardberg-Tunnel (307 Meter) \| \| \| 254,800 \| Ende Katzenbergtunnel (9.385 m) \| Ende Katzenbergtunnel (9.385 m) \| \| \| \| (Portalverlängerung gegen Tunnelknall) \| \| \| \| 258,256 \| Efringen-Kirchen \| 258 m \| \| \| 262,300 \| Eimeldingen \| 266 m \| \| \| \| Bundesautobahn 98 \| \| \| \| 259,450 263,050 \| (heute Ende der SFS) \| (heute Ende der SFS) \| \| \| \| \| \| \| \| \| von Kandern \| \| \| \| \| Haltingen (Kandertalbahn) \| \| \| \| \| Nordschleife nach Basel Bad Rbf (Gr A) \| \| \| \| 264,281 \| Haltingen \| 269 m \| \| \| 264,300265,320 \| (Kilometersprung) \| (Kilometersprung) \| \| \| \| Nordschleife von Basel Bad Rbf (Gr A) \| \| \| \| \| \| \| \| \| \| Bw Haltingen \| \| \| \| \| \| \| \| \| \| Nordschleife, Bahnstrecke Weil am Rhein–Saint-Louis (Haut-Rhin) (1878–1937) und Anschlussgleis Rheinhafen Weil am Rhein \| \| \| \| \| \| \| \| \| \| Basel Bad Rbf (Gr A) \| \| \| \| 267,600 \| Weil am Rhein \| 261 m \| \| \| \| Straßenbahn Basel – Weil am Rhein \| \| \| \| \| Friedensbrücke (B317) \| \| \| \| \| Gartenbahn nach Lörrach S 5 \| \| \| \| \| Strecke von Basel Bad Rbf (Gr A) \| \| \| \| \| ehem. Südschleife nach Basel Bad Rbf \| \| \| \| \| Basel Bad Rbf (Gr C) \| \| \| \| \| \| \| \| \| 268,745 \| Staatsgrenze Deutschland/Schweiz; Eigentumsgrenze DB Netz/BEV \| Staatsgrenze Deutschland/Schweiz; Eigentumsgrenze DB Netz/BEV \| \| \| \| \| \| \| \| \| von Hafenbahn Kleinhüningen \| \| \| \| \| Basel Bad Rbf (Gr L) \| \| \| \| \| nach Basel Bad Gbf und ehem. Südschleife \| \| \| \| \| Eisenbahnbrücke (Wiese) \| \| \| \| \| \| \| \| \| 270,688 \| Basel Bad Bf \| 263 m \| \| \| \| Strassenbahn Basel (Riehenstrasse) \| \| \| \| \| Basler Verbindungsbahn nach Basel SBB S 6 \| \| \| \| \| nach Zell (Wiesental) S 6 \| \| \| \| \| nach Konstanz \| \| \| \| \| \| \| \| Quellen: [3][4] \| \| \| \| | | | |
| Kilometrierung SFS ↓ Kilometrierung Bestandstrecke | | | |
| Strecke · Strecke | | von Mainz, von Waldhof, von Schifferstadt, vom Hgbf                                                                     | von Mainz, von Waldhof, von Schifferstadt, vom Hgbf                                                                     |
| | | | |
| Bahnhof · Bahnhof | 0,000 | Mannheim Hbf | 95 m |
| Strecke · Abzweig geradeaus und ehemals von links | | Schleifbahn | Schleifbahn |
| Strecke · Abzweig geradeaus und ehemals von links · Kopfbahnhof Streckenende und quer (Strecke außer Betrieb) | | Alter Bahnhof 1840–1867/1879                                                                                            | Alter Bahnhof 1840–1867/1879                                                                                            |
| | | | |
| Dienststation / Betriebs- oder Güterbahnhof · Dienststation / Betriebs- oder Güterbahnhof | 1,300 | Mannheim Hbf Ost (Bft, ehem. „Mannheim-Kleinfeld“)                                                                      | Mannheim Hbf Ost (Bft, ehem. „Mannheim-Kleinfeld“)                                                                      |
| | | | |
| Kreuzung mit U-Bahn geradeaus unten · Kreuzung mit U-Bahn geradeaus unten | | Neckarauer Übergang (Straßenbahn nach Neckarau)                                                                         | Neckarauer Übergang (Straßenbahn nach Neckarau)                                                                         |
| Abzweig geradeaus und nach rechts · Strecke | | nach Karlsruhe | nach Karlsruhe |
| Strecke · Abzweig geradeaus und nach links | | nach Frankfurt (Main) Hbf                                                                                               | nach Frankfurt (Main) Hbf                                                                                               |
| | | | |
| Kilometer-Wechsel · Strecke | 2,0+150,002,1+046,04 | Kilometrierungssprung Strecke 4002 (Überlänge 3,96 m)                                                                   | Kilometrierungssprung Strecke 4002 (Überlänge 3,96 m)                                                                   |
| | | | |
| Kreuzung geradeaus unten · Abzweig geradeaus und nach rechts | 2,100 | nach Stuttgart (Schnellfahrstrecke)                                                                                     | nach Stuttgart (Schnellfahrstrecke)                                                                                     |
| | | | |
| Strecke · Kilometer-Wechsel | 2,3452,604 | Kilometrierungssprung Strecke 4000 (Fehllänge 258,90 m)                                                                 | Kilometrierungssprung Strecke 4000 (Fehllänge 258,90 m)                                                                 |
| | | | |
| | | | |
| Kilometer-Wechsel · Strecke | 002,455002,711 | Kilometrierungssprung Strecke 7702 (Fehllänge 255,73 m)                                                                 | Kilometrierungssprung Strecke 7702 (Fehllänge 255,73 m)                                                                 |
| | | | |
| Blockstelle · Strecke | 2,600 000,000 | Mannheim Rbf Westeinfahrt (Bft Rbf)                                                                                     | Mannheim Rbf Westeinfahrt (Bft Rbf)                                                                                     |
| Abzweig geradeaus und von rechts · Strecke | | von Mannheim-Neckarau                                                                                                   | von Mannheim-Neckarau                                                                                                   |
| Abzweig geradeaus und von links · Kreuzung geradeaus unten | | Strecke von Rennplatz (Riedbahn)                                                                                        | Strecke von Rennplatz (Riedbahn)                                                                                        |
| Bahnhof · Strecke | 3,700 000,000 | Mannheim Rbf Gr K/Kn (Bft Rbf)                                                                                          | Mannheim Rbf Gr K/Kn (Bft Rbf)                                                                                          |
| Bahnhof · Strecke | 3,500 000,000 | Mannheim Rbf Gr G (Bft Rbf)                                                                                             | Mannheim Rbf Gr G (Bft Rbf)                                                                                             |
| Strecke · ehemaliger Haltepunkt / Haltestelle | 3,960 | Mannheim Rbf Hp | Mannheim Rbf Hp |
| Strecke · Haltepunkt / Haltestelle | 4,274 | Mannheim-SAP-ARENA/Maimarkt                                                                                             | 95 m |
| Bahnhof · Strecke | 6,100 000,000 | Mannheim Rbf Gr M (Bft Rbf)                                                                                             | Mannheim Rbf Gr M (Bft Rbf)                                                                                             |
| Strecke · Haltepunkt / Haltestelle | 6,145 | Mannheim-Seckenheim | 96 m |
| Bahnhof · Strecke | 6,400 000,000 | Mannheim Rbf Gr D (Bft Rbf)                                                                                             | Mannheim Rbf Gr D (Bft Rbf)                                                                                             |
| Strecke mit Straßenbrücke Streckenanfang · Strecke mit Straßenbrücke Streckenende | 6,500 | Bundesautobahn 6 | Bundesautobahn 6 |
| | | | |
| Kilometer-Wechsel · Strecke | 007,134007,311 | Kilometersprung Strecke 4002 (Fehllänge 177,73 m)                                                                       | Kilometersprung Strecke 4002 (Fehllänge 177,73 m)                                                                       |
| | | | |
| | | | |
| Kilometer-Wechsel · Strecke | 7,9+46,377,9+49,84 | Kilometrierungssprung Strecke 7702 (Fehllänge 3,46 m)                                                                   | Kilometrierungssprung Strecke 7702 (Fehllänge 3,46 m)                                                                   |
| | | | |
| Abzweig geradeaus und nach rechts · Strecke | | Strecke nach Schwetzingen                                                                                               | Strecke nach Schwetzingen                                                                                               |
| Abzweig ehemals geradeaus und nach links · Abzweig geradeaus und von rechts | 8,494 | Mannheim-Friedrichsfeld Südeinf/Ausf (Bft, Abzw)                                                                        | Mannheim-Friedrichsfeld Südeinf/Ausf (Bft, Abzw)                                                                        |
| Strecke (außer Betrieb) · Abzweig geradeaus und nach links | 8,600 | Verbindungsstrecken nach Mannheim-Friedrichsfeld                                                                        | Verbindungsstrecken nach Mannheim-Friedrichsfeld                                                                        |
| Kreuzung geradeaus unten (Strecke geradeaus außer Betrieb) · Kreuzung geradeaus unten | 8,930 | Strecke Neu-Edingen/M-Fr'feld–Schwetzingen                                                                              | Strecke Neu-Edingen/M-Fr'feld–Schwetzingen                                                                              |
| Strecke (außer Betrieb) · Haltepunkt / Haltestelle | 9,024 | Mannheim-Friedrichsfeld Süd Hp                                                                                          | 102 m |
| Blockstelle (Strecke außer Betrieb) · ehemalige Blockstelle | 11,920 | Bk Schlüssel | Bk Schlüssel |
| Strecke (außer Betrieb) · Abzweig geradeaus und von links | 9,400 | von Frankfurt | von Frankfurt |
| Strecke mit Straßenbrücke Streckenanfang (Strecke außer Betrieb) · Strecke mit Straßenbrücke Streckenende | 14,200 | Bundesautobahn 5 | Bundesautobahn 5 |
| Strecke (außer Betrieb) · Blockstelle | 14,500 | Heidelberg-Wieblingen (Abzw, niveaufrei)                                                                                | Heidelberg-Wieblingen (Abzw, niveaufrei)                                                                                |
| Dienststation / Betriebs- oder Güterbahnhof (Strecke außer Betrieb) · ehemaliger Bahnhof | 14,826 | Wieblingen (seit 1873)                                                                                                  | Wieblingen (seit 1873)                                                                                                  |
| Strecke (außer Betrieb) · Haltepunkt / Haltestelle | 14,827 | Heidelberg-Pfaffengrund/Wieblingen                                                                                      | 108 m |
| Strecke (außer Betrieb) · Kreuzung geradeaus unten (Querstrecke außer Betrieb) | | Strecke von Heidelberg Rbf zur Main-Neckar-Bahn                                                                         | Strecke von Heidelberg Rbf zur Main-Neckar-Bahn                                                                         |
| Kreuzung geradeaus oben (Strecken außer Betrieb) · Abzweig geradeaus und ehemals von rechts | | von Schwetzingen | von Schwetzingen |
| Kreuzung mit U-Bahn geradeaus oben (Strecke geradeaus außer Betrieb) · Strecke | 16,000 00,000 | Straßenbahn Heidelberg nach Kirchheim                                                                                   | Straßenbahn Heidelberg nach Kirchheim                                                                                   |
| Strecke (außer Betrieb) · Abzweig geradeaus und ehemals nach links · Strecke von rechts (außer Betrieb) | | Trasse bis 1955 | Trasse bis 1955 |
| Dienststation / Betriebs- oder Güterbahnhof (Strecke außer Betrieb) · Strecke · Strecke (außer Betrieb) | 16,634 00,000 | Heidelberg Rbf (1914–2000)                                                                                              | Heidelberg Rbf (1914–2000)                                                                                              |
| Strecke (außer Betrieb) · Strecke · Blockstelle (Strecke außer Betrieb) | 16,740 | Bk Ochsenkopf | Bk Ochsenkopf |
| Strecke (außer Betrieb) · Kreuzung mit U-Bahn geradeaus unten · Kreuzung mit U-Bahn geradeaus unten (Strecke geradeaus außer Betrieb) | 17,035 | Czernybrücke (Straßenbahn nach Kirchheim)                                                                               | Czernybrücke (Straßenbahn nach Kirchheim)                                                                               |
| | | | |
| Strecke (außer Betrieb) · Kilometer-Wechsel · Strecke (außer Betrieb) | 17,49019,102 | Kilometersprung (wegen neuer Trasse)                                                                                    | Kilometersprung (wegen neuer Trasse)                                                                                    |
| | | | |
| Strecke (außer Betrieb) · Bahnhof · Strecke (außer Betrieb) | 19,103 | Heidelberg Hbf | 107 m |
| | | | |
| Strecke (außer Betrieb) · Kilometer-Wechsel · Strecke (außer Betrieb) | 19,2 +300,019,4 +080,1 | Kilometersprung (nur Gegenrichtungsgleis)                                                                               | Kilometersprung (nur Gegenrichtungsgleis)                                                                               |
| | | | |
| | | | |
| Strecke (außer Betrieb) · Kilometer-Wechsel · Strecke (außer Betrieb) | 19,5 +00,019,5 +16,3 | Kilometersprung (nur Richtungsgleis)                                                                                    | Kilometersprung (nur Richtungsgleis)                                                                                    |
| | | | |
| Strecke (außer Betrieb) · Strecke · Dienststation / Betriebs- oder Güterbahnhof (Strecke außer Betrieb) | | Heidelberg Gbf (bis ca. 1914)                                                                                           | Heidelberg Gbf (bis ca. 1914)                                                                                           |
| Strecke (außer Betrieb) · Strecke · Spitzkehrbahnhof links (Strecke außer Betrieb) | 18,71 | Heidelberg Hbf (bis 1955)                                                                                               | Heidelberg Hbf (bis 1955)                                                                                               |
| | | | |
| Kreuzung mit U-Bahn geradeaus oben (Strecken außer Betrieb) · Kreuzung mit U-Bahn geradeaus unten · Abzweig geradeaus und nach rechts (Strecke außer Betrieb) | 17,600 19,470 | Straßenbahn nach Eppelheim, ehem. Strecke nach Schwetzingen                                                             | Straßenbahn nach Eppelheim, ehem. Strecke nach Schwetzingen                                                             |
| | | | |
| Kreuzung mit U-Bahn geradeaus oben (Strecke geradeaus außer Betrieb) · Strecke · Strecke (außer Betrieb) | 18,000 00,000 | Straßenbahn nach Kirchheim                                                                                              | Straßenbahn nach Kirchheim                                                                                              |
| Strecke (außer Betrieb) · Abzweig geradeaus und ehemals von links · Strecke nach rechts (außer Betrieb) | | | |
| Strecke (außer Betrieb) · Abzweig geradeaus und nach links | 19,700 | nach Jagstfeld | nach Jagstfeld |
| Abzweig geradeaus und nach links (Strecke außer Betrieb) · Kreuzung geradeaus unten (Querstrecke außer Betrieb) | 20,302 | ehem. zur Neckartalbahn                                                                                                 | ehem. zur Neckartalbahn                                                                                                 |
| Strecke nach links (außer Betrieb) · Abzweig geradeaus und ehemals von rechts | | ehem. niveaufreie Einfädelung                                                                                           | ehem. niveaufreie Einfädelung                                                                                           |
| Bahnhof | 22,143 | Heidelberg-Kirchheim/Rohrbach                                                                                           | 107 m |
| Kreuzung mit U-Bahn geradeaus unten (Querstrecke außer Betrieb) | | ehem. Straßenbahn nach Kirchheim                                                                                        | ehem. Straßenbahn nach Kirchheim                                                                                        |
| ehemaliger Haltepunkt / Haltestelle | 24,450 | Leimen | Leimen |
| Haltepunkt / Haltestelle | 26,484 | St Ilgen-Sandhausen | 106 m |
| ehemalige Blockstelle | 29,060 | Seeberg (Bk) | Seeberg (Bk) |
| ehemaliger Haltepunkt / Haltestelle | 29,930 | Walldorf | Walldorf |
| Bahnhof | 32,085 | Wiesloch-Walldorf | 111 m |
| Abzweig geradeaus und ehemals nach links | | ehem. nach Meckesheim                                                                                                   | ehem. nach Meckesheim                                                                                                   |
| Bahnhof | 37,467 | Rot-Malsch | 106 m |
| Haltepunkt / Haltestelle | 40,222 | Bad Schönborn-Kronau | 108 m |
| Bahnhof | 42,353 | Bad Schönborn Süd | 109 m |
| Haltepunkt / Haltestelle | 44,282 | Stettfeld-Weiher (seit Dez 2019)                                                                                        | 114 m |
| Haltepunkt / Haltestelle | 46,291 | Ubstadt-Weiher | 110 m |
| Verschwenkung von links · Verschwenkung von rechts | 46,600 | Ubstadt-Weiher (Abzw)                                                                                                   | Ubstadt-Weiher (Abzw)                                                                                                   |
| Strecke · Strecke nach halblinks | | Verbindungsstrecke nach Bruchsal Rollenberg                                                                             | Verbindungsstrecke nach Bruchsal Rollenberg                                                                             |
| Strecke · Strecke von halblinks | | von Odenheim und von Menzingen                                                                                          | von Odenheim und von Menzingen                                                                                          |
| Kreuzung geradeaus unten · Kreuzung geradeaus unten | 48,100 | Schnellfahrstrecke Mannheim–Stuttgart                                                                                   | Schnellfahrstrecke Mannheim–Stuttgart                                                                                   |
| ehemalige Blockstelle | 48,590 | Kammern (Bk) | Kammern (Bk) |
| Abzweig geradeaus und von links · Kreuzung | | Verbindungsbahn von Bruchsal Rollenberg                                                                                 | Verbindungsbahn von Bruchsal Rollenberg                                                                                 |
| Blockstelle · Blockstelle | 49,610 | Bruchsal Nord (Abzw) | Bruchsal Nord (Abzw) |
| Abzweig geradeaus und von rechts | | von Graben-Neudorf | von Graben-Neudorf |
| | | | |
| Kilometer-Wechsel | 51,4+232,5751,6+032,15 | Überlänge 0,42 m | Überlänge 0,42 m |
| | | | |
| Bahnhof · Bahnhof | 51,633 | Bruchsal | 114 m |
| Strecke nach rechts und von halblinks · Verschwenkung von links und von rechts · Strecke nach links und von halbrechts | | Westbahn nach Stuttgart                                                                                                 | Westbahn nach Stuttgart                                                                                                 |
| | | | |
| Haltepunkt / Haltestelle | 53,572 | Bruchsal Bildungszentrum („Bruchsal GBZ“)                                                                               | 111 m |
| | | | |
| ehemalige Überleitstelle / Spurwechsel | 55,900 | Untergrombach (Üst) | Untergrombach (Üst) |
| Haltepunkt / Haltestelle | 56,784 | Untergrombach | 115 m |
| Bahnhof | 60,457 | Weingarten (Baden) | 115 m |
| ehemalige Blockstelle | 64,500 | Stehpass (Bk) | Stehpass (Bk) |
| Kreuzung mit U-Bahn geradeaus unten | 67,250 | VBK-Strecke Durlacher Allee–Grötzingen                                                                                  | VBK-Strecke Durlacher Allee–Grötzingen                                                                                  |
| Abzweig geradeaus und von links | | Strecke von Pforzheim                                                                                                   | Strecke von Pforzheim                                                                                                   |
| Bahnhof | 68,213 | Karlsruhe-Durlach | 116 m |
| Kreuzung mit U-Bahn geradeaus unten | | Straßenbahn nach Durlach und Wolfartsweier                                                                              | Straßenbahn nach Durlach und Wolfartsweier                                                                              |
| Abzweig geradeaus und nach links | | Güterumgehungsbahn nach Karlsruhe Rbf                                                                                   | Güterumgehungsbahn nach Karlsruhe Rbf                                                                                   |
| Kreuzung geradeaus oben | | Güterstrecke Karlsruhe-Hagsfeld–Karlsruhe Rbf                                                                           | Güterstrecke Karlsruhe-Hagsfeld–Karlsruhe Rbf                                                                           |
| Verschwenkung von links (Strecke außer Betrieb) · Verschwenkung von rechts | | (ehem. Trasse der Rheintalbahn bis 1913)                                                                                | (ehem. Trasse der Rheintalbahn bis 1913)                                                                                |
| Kreuzung (Strecke geradeaus außer Betrieb) · Abzweig geradeaus und von rechts | | von Mannheim über Schwetzingen                                                                                          | von Mannheim über Schwetzingen                                                                                          |
| | | | |
| Abzweig geradeaus und von links (Strecke außer Betrieb) · Kreuzung geradeaus oben (Querstrecke außer Betrieb) | | ehem. Anschluss vom Ausbesserungswerk (bis 199x)                                                                        | ehem. Anschluss vom Ausbesserungswerk (bis 199x)                                                                        |
| | | | |
| Dienststation / Betriebs- oder Güterbahnhof (Strecke außer Betrieb) · Strecke | | Karlsruhe Gbf (alt) (bis 199x)                                                                                          | Karlsruhe Gbf (alt) (bis 199x)                                                                                          |
| Bahnhof (Strecke außer Betrieb) · Strecke | | Karlsruhe Hbf (alt) (bis 1913)                                                                                          | Karlsruhe Hbf (alt) (bis 1913)                                                                                          |
| Abzweig geradeaus, nach rechts und von rechts (Strecke außer Betrieb) · Strecke | | ehem. Trasse der Hardtbahn, Maxaubahn                                                                                   | ehem. Trasse der Hardtbahn, Maxaubahn                                                                                   |
| Strecke (außer Betrieb) · Bahnhof | 72,898 | Karlsruhe Hbf | Karlsruhe Hbf |
| Haltepunkt / Haltestelle (Strecke außer Betrieb) · Strecke | | Beiertheim (bis 1913); Standort heutiger Albtalbahnhof                                                                  | Beiertheim (bis 1913); Standort heutiger Albtalbahnhof                                                                  |
| Kreuzung (Strecke geradeaus außer Betrieb) · Kreuzung geradeaus oben | | Albtalbahn | Albtalbahn |
| Strecke ehemals nach halblinks · Strecke nach halbrechts | | (ehem. Trasse der Rheintalbahn bis 1913)                                                                                | (ehem. Trasse der Rheintalbahn bis 1913)                                                                                |
| Abzweig von rechts · Strecke ehemals von halbrechts | | nach Wörth | nach Wörth |
| Abzweig geradeaus und nach rechts · Abzweig geradeaus und nach rechts (Strecke außer Betrieb) | | nach Rastatt über Durmersheim                                                                                           | nach Rastatt über Durmersheim                                                                                           |
| Kreuzung geradeaus oben · Kreuzung geradeaus oben (Strecke geradeaus außer Betrieb) | | Güterstrecke Karlsruhe West–Karlsruhe Rbf                                                                               | Güterstrecke Karlsruhe West–Karlsruhe Rbf                                                                               |
| | | | |
| Kreuzung geradeaus oben · Kreuzung geradeaus oben (Strecke geradeaus außer Betrieb) | | Güterstrecke Karlsruhe-Dammerstock–Karlsruhe Rbf                                                                        | Güterstrecke Karlsruhe-Dammerstock–Karlsruhe Rbf                                                                        |
| | | | |
| Abzweig geradeaus und von links · Kreuzung (Strecke geradeaus außer Betrieb) | | Güterumgehungsbahn von Karlsruhe Rbf                                                                                    | Güterumgehungsbahn von Karlsruhe Rbf                                                                                    |
| Strecke · Bahnhof (Strecke außer Betrieb) | | Rüppurr (bis 1913) | Rüppurr (bis 1913) |
| Blockstelle · Strecke (außer Betrieb) | 76,230 | Karlsruhe Brunnenstück (Abzw)                                                                                           | Karlsruhe Brunnenstück (Abzw)                                                                                           |
| Verschwenkung nach links · Verschwenkung nach rechts (Strecke außer Betrieb) | | (ehem. Trasse der Rheintalbahn bis 1913)                                                                                | (ehem. Trasse der Rheintalbahn bis 1913)                                                                                |
| | | | |
| Kilometer-Wechsel | 76,40477,450 | Kilometersprung (wegen verkürzter Trasse von 1913)                                                                      | Kilometersprung (wegen verkürzter Trasse von 1913)                                                                      |
| | | | |
| Bahnhof | 79,649 | Ettlingen West | 121 m |
| Verschwenkung von links · Strecke nach links und von halbrechts | 80,00 | nach Ettlingen Stadt | nach Ettlingen Stadt |
| Haltepunkt / Haltestelle | 82,540 | Bruchhausen (b Ettlingen)                                                                                               | 118 m |
| ehemalige Blockstelle | 84,990 | Stützel (Bk) | Stützel (Bk) |
| Haltepunkt / Haltestelle | 87,864 | Malsch | 120 m |
| Haltepunkt / Haltestelle | 88,483 | Malsch Süd | 120 m |
| Haltepunkt / Haltestelle | 90,783 | Muggensturm Badesee | 122 m |
| Bahnhof | 91,743 | Muggensturm | 123 m |
| Kreuzung mit Tunnelstrecke (Querstrecke außer Betrieb) · Strecke von rechts (außer Betrieb) (im Tunnel) | | Tunnel Rastatt von Karlsruhe (im Bau)                                                                                   | Tunnel Rastatt von Karlsruhe (im Bau)                                                                                   |
| Abzweig geradeaus und von rechts · Strecke (außer Betrieb) (im Tunnel) | | von Karlsruhe über Durmersheim                                                                                          | von Karlsruhe über Durmersheim                                                                                          |
| Bahnhof · Strecke (außer Betrieb) (im Tunnel) | 96,501 | Rastatt | 120 m |
| Abzweig geradeaus und nach links · Kreuzung (Strecke geradeaus außer Betrieb) (im Tunnel) | | Murgtalbahn nach Freudenstadt                                                                                           | Murgtalbahn nach Freudenstadt                                                                                           |
| Strecke nach rechts und von halblinks · Strecke nach halblinks und von halbrechts · Strecke ehemals nach halbrechts (im Tunnel) | | nach Wintersdorf | nach Wintersdorf |
| Strecke ehemals von halblinks und Tunnelende · Strecke von halbrechts | | Tunnel Rastatt (Südportal, im Bau)                                                                                      | Tunnel Rastatt (Südportal, im Bau)                                                                                      |
| Strecke (außer Betrieb) · ehemalige Blockstelle | 98,410 | Storchnest (Bk) | Storchnest (Bk) |
| Strecke (außer Betrieb) · Kilometer-Wechsel | 99,838100,400 | Kilometersprung (wegen Verlegung Bf Rastatt 1890)                                                                       | Kilometersprung (wegen Verlegung Bf Rastatt 1890)                                                                       |
| Strecke mit Straßenbrücke Streckenanfang (Strecke außer Betrieb) · Strecke mit Straßenbrücke Streckenende | | A 5 | A 5 |
| Abzweig ehemals geradeaus und von links · Abzweig geradeaus und nach rechts | 101,400 | Rastatt-Süd (Abzw, heute Beginn der SFS)                                                                                | Rastatt-Süd (Abzw, heute Beginn der SFS)                                                                                |
| Strecke · Haltepunkt / Haltestelle | 102,583 | Baden-Baden Haueneberstein                                                                                              | 124 m |
| Überleitstelle / Spurwechsel · Strecke | 103,200 000,000 | Sandweier Üst (Üst) | Sandweier Üst (Üst) |
| Bahnhof · Bahnhof | 105,480 105,324 | Baden-Baden | 126 m |
| Strecke · Abzweig geradeaus und ehemals nach links | | nach Baden-Baden (alt)                                                                                                  | nach Baden-Baden (alt)                                                                                                  |
| Strecke · Haltepunkt / Haltestelle | 108,030 | Sinzheim (b Bühl) Nord                                                                                                  | 127 m |
| Strecke · Haltepunkt / Haltestelle | 109,470 | Sinzheim (b Bühl) | 126 m |
| Strecke · Haltepunkt / Haltestelle | 112,500 | Baden-Baden Rebland (früher Steinbach (Baden))                                                                          | 133 m |
| Abzweig geradeaus und von rechts · Strecke | | von Schwarzach (ehem. Meterspur)                                                                                        | von Schwarzach (ehem. Meterspur)                                                                                        |
| Strecke · Haltepunkt / Haltestelle | 116,850 | Bühl | 135 m |
| Dienststation / Betriebs- oder Güterbahnhof · Strecke | 116,000 000,000 | Bühl (Baden) F (nur am Gleis Richtung Süden)                                                                            | Bühl (Baden) F (nur am Gleis Richtung Süden)                                                                            |
| Strecke · Abzweig geradeaus und ehemals nach links | | nach Oberbühlertal | nach Oberbühlertal |
| Dienststation / Betriebs- oder Güterbahnhof · Dienststation / Betriebs- oder Güterbahnhof | 119,175 119,175 | Ottersweier | Ottersweier |
| Strecke · ehemaliger Bahnhof | 119,950 | Ottersweier | Ottersweier |
| Strecke · ehemalige Blockstelle | 123,310 | Römerfeld (Bk) | Römerfeld (Bk) |
| Dienststation / Betriebs- oder Güterbahnhof · Strecke | 124,100 000,000 | Achern (F) | Achern (F) |
| Strecke · Bahnhof | 125,300 | Achern | 145 m |
| Strecke · Abzweig geradeaus und nach links | | nach Ottenhöfen | nach Ottenhöfen |
| | | | |
| Strecke · Kilometer-Wechsel | 127,7 +07,5127,8 +00,0 | Kilometersprung | Kilometersprung |
| | | | |
| | | | |
| Kilometer-Wechsel · Strecke | 127,7 +06,0127,8 +00,0 | Kilometersprung | Kilometersprung |
| | | | |
| Überleitstelle / Spurwechsel · Strecke | 128,400 000,000 | Önsbach (Üst) | Önsbach (Üst) |
| Strecke · ehemaliger Haltepunkt / Haltestelle | 129,490 | Önsbach | Önsbach |
| Strecke · Haltepunkt / Haltestelle | 131,680 | Renchen | 144 m |
| Strecke · ehemalige Blockstelle | 133,750 | Eichgrund (Bk) | Eichgrund (Bk) |
| Abzweig geradeaus und nach rechts · Strecke | | zur nach Strasbourg | zur nach Strasbourg |
| Blockstelle · Blockstelle | 136,700 136,850 | Appenweier Nord (Bft)                                                                                                   | Appenweier Nord (Bft)                                                                                                   |
| Strecke · Abzweig geradeaus und von links | | von Bad Griesbach | von Bad Griesbach |
| Dienststation / Betriebs- oder Güterbahnhof · Bahnhof | 137,940 137,940 | Appenweier | 147 m |
| Abzweig geradeaus und von rechts · Strecke | | von Strasbourg | von Strasbourg |
| Blockstelle · Blockstelle | 138,649 138,656 | Appenweier-Muhrhaag (Bft)                                                                                               | Appenweier-Muhrhaag (Bft)                                                                                               |
| Strecke · Blockstelle | 140,973 | Windschläg (Abzw) | Windschläg (Abzw) |
| Strecke · Abzweig geradeaus und nach links | | nach Offenburg Gbf Gr. E (niveaufrei)                                                                                   | nach Offenburg Gbf Gr. E (niveaufrei)                                                                                   |
| Blockstelle · Strecke | 141,700 000,000 | Offenburg nördl. Esig (Bft)                                                                                             | Offenburg nördl. Esig (Bft)                                                                                             |
| Abzweig geradeaus und nach links · Strecke | | nach Offenburg Gbf Gr. E                                                                                                | nach Offenburg Gbf Gr. E                                                                                                |
| Strecke · Abzweig geradeaus und von links | | von Offenburg Gbf Gr. A                                                                                                 | von Offenburg Gbf Gr. A                                                                                                 |
| | | | |
| Bahnhof · Bahnhof | 145,500 145,482 | Offenburg | 159 m |
| | | | |
| Blockstelle · Blockstelle | 146,123 | Offenburg Ülp südl Esig (Bft, heute Ende der SFS)                                                                       | Offenburg Ülp südl Esig (Bft, heute Ende der SFS)                                                                       |
| Abzweig ehemals geradeaus und nach links · Abzweig geradeaus, nach links und von rechts | | nach Singen (Hohentwiel)                                                                                                | nach Singen (Hohentwiel)                                                                                                |
| | | | |
| Strecke (außer Betrieb) · Abzweig geradeaus und ehemals von links | | ehem. Umgehungskurve von der Schwarzwaldbahn                                                                            | ehem. Umgehungskurve von der Schwarzwaldbahn                                                                            |
| | | | |
| Strecke (außer Betrieb) · ehemaliger Bahnhof | 148,300 | Schutterwald | Schutterwald |
| Strecke (außer Betrieb) · Dienststation / Betriebs- oder Güterbahnhof | 154,428 | Niederschopfheim (PV bis 1968)                                                                                          | 153 m |
| Strecke (außer Betrieb) · Bahnhof | 158,652 | Friesenheim (Baden) | 155 m |
| Strecke (außer Betrieb) · Kreuzung geradeaus unten (Querstrecke außer Betrieb) | | ehem. Mittelbadische Eisenbahnen (Meterspur)                                                                            | ehem. Mittelbadische Eisenbahnen (Meterspur)                                                                            |
| Strecke (außer Betrieb) · Abzweig geradeaus und ehemals von rechts | | ehem. von Lahr MEG | ehem. von Lahr MEG |
| Strecke (außer Betrieb) · Bahnhof | 163,661 | Lahr (Schwarzw) | 161 m |
| Strecke (außer Betrieb) · Abzweig geradeaus und ehemals nach links | | ehem. nach Lahr Stadt                                                                                                   | ehem. nach Lahr Stadt                                                                                                   |
| Strecke (außer Betrieb) · ehemaliger Haltepunkt / Haltestelle | 166,100 | Kippenheim (bis 1974)                                                                                                   | Kippenheim (bis 1974)                                                                                                   |
| Strecke (außer Betrieb) · Bahnhof | 171,766 | Orschweier | 166 m |
| Strecke (außer Betrieb) · Kreuzung geradeaus unten (Querstrecke außer Betrieb) | | ehem. Lokalbahn Rhein–Ettenheimmünster                                                                                  | ehem. Lokalbahn Rhein–Ettenheimmünster                                                                                  |
| Strecke (außer Betrieb) · Haltepunkt / Haltestelle | 174,777 | Ringsheim | 169 m |
| Strecke (außer Betrieb) · Bahnhof | 177,685 | Herbolzheim (Breisgau)                                                                                                  | 172 m |
| Dienststation / Betriebs- oder Güterbahnhof (Strecke außer Betrieb) · Bahnhof | 180,965 | Kenzingen | 175 m |
| Strecke (außer Betrieb) · Abzweig geradeaus, ehemals nach rechts und von rechts | | von Breisach | von Breisach |
| Strecke (außer Betrieb) · Bahnhof | 185,851 | Riegel-Malterdingen | 180 m |
| Strecke (außer Betrieb) · Strecke | | SFS ab hier mit eigener Trassierung                                                                                     | SFS ab hier mit eigener Trassierung                                                                                     |
| Strecke (außer Betrieb) · Haltepunkt / Haltestelle | 188,775 | Köndringen (Hp Üst) | 187 m |
| Strecke (außer Betrieb) · Haltepunkt / Haltestelle | 190,615 | Teningen-Mundingen | 194 m |
| Strecke (außer Betrieb) · Bahnhof | 192,673 | Emmendingen | 201 m |
| Strecke (außer Betrieb) · ehemaliger Haltepunkt / Haltestelle | 194,000 | Heilanstalt | 210 m |
| Strecke (außer Betrieb) · Haltepunkt / Haltestelle | 196,488 | Kollmarsreute | 221 m |
| Strecke (außer Betrieb) · Abzweig geradeaus und von links | | von Elzach | von Elzach |
| Strecke (außer Betrieb) · Bahnhof | 199,835 | Denzlingen | 235 m |
| Strecke (außer Betrieb) · Haltepunkt / Haltestelle | 202,691 | Gundelfingen (Breisgau) (Hp Abzw)                                                                                       | 241 m |
| Strecke (außer Betrieb) · Abzweig geradeaus und nach rechts | | Güterumgehungsbahn nach Freiburg Gbf                                                                                    | Güterumgehungsbahn nach Freiburg Gbf                                                                                    |
| Strecke (außer Betrieb) · Haltepunkt / Haltestelle | 204,994 | Freiburg-Zähringen | 253 m |
| Strecke (außer Betrieb) · Kilometer-Wechsel | 205,8 +310,9206,0 +100,0 | Kilometersprung | Kilometersprung |
| Strecke (außer Betrieb) · Kreuzung mit U-Bahn geradeaus oben | | Straßenbahn Freiburg | Straßenbahn Freiburg |
| Strecke (außer Betrieb) · Haltepunkt / Haltestelle | 206,977 | Freiburg-Herdern | 264 m |
| Strecke (außer Betrieb) · Abzweig geradeaus und von rechts | | Strecke von Breisach | Strecke von Breisach |
| Strecke (außer Betrieb) · Bahnhof | 208,322 | Freiburg (Breisgau) Hbf                                                                                                 | 269 m |
| Strecke (außer Betrieb) · Kreuzung mit U-Bahn geradeaus unten | | Straßenbahn Freiburg | Straßenbahn Freiburg |
| Strecke (außer Betrieb) · Abzweig geradeaus und nach rechts | | nach Donaueschingen | nach Donaueschingen |
| Strecke (außer Betrieb) · Kreuzung mit U-Bahn geradeaus oben | | Straßenbahn Freiburg | Straßenbahn Freiburg |
| Strecke (außer Betrieb) · ehemaliger Haltepunkt / Haltestelle | | Freiburg-Baslerstraße                                                                                                   | Freiburg-Baslerstraße                                                                                                   |
| Strecke (außer Betrieb) · Haltepunkt / Haltestelle | 212,497 | Freiburg-St Georgen | 253 m |
| Strecke (außer Betrieb) · Abzweig geradeaus und von rechts | | Güterumgehungsbahn von Freiburg Gbf                                                                                     | Güterumgehungsbahn von Freiburg Gbf                                                                                     |
| Strecke (außer Betrieb) · Blockstelle | 214,615 | Leutersberg (Abzw) | Leutersberg (Abzw) |
| Strecke (außer Betrieb) · Haltepunkt / Haltestelle | 215,742 | Ebringen | 239 m |
| Strecke (außer Betrieb) · Haltepunkt / Haltestelle | 216,994 | Schallstadt | 235 m |
| Strecke (außer Betrieb) · Haltepunkt / Haltestelle | 219,856 | Norsingen | 230 m |
| Strecke (außer Betrieb) · Abzweig geradeaus und von links | | von Münstertal | von Münstertal |
| Strecke (außer Betrieb) · Bahnhof | 222,853 | Bad Krozingen | 231 m |
| Strecke (außer Betrieb) · ehemaliger Haltepunkt / Haltestelle | 224,100 | Tunsel (bis 1970) | Tunsel (bis 1970) |
| Strecke (außer Betrieb) · ehemaliger Haltepunkt / Haltestelle | | Eschbach-Tunsel (geplant)                                                                                               | Eschbach-Tunsel (geplant)                                                                                               |
| | | | |
| Strecke (außer Betrieb) · Kilometer-Wechsel | 225,0 +111,5225,1 +000,0 | Kilometersprung | Kilometersprung |
| | | | |
| Strecke (außer Betrieb) · Bahnhof | 228,734 | Heitersheim | 226 m |
| Strecke ehemals nach halblinks · Strecke nach halbrechts | | Überwerfungsbauwerk (geplant)                                                                                           | Überwerfungsbauwerk (geplant)                                                                                           |
| Strecke von halblinks · Strecke ehemals von halbrechts | | SFS bis hier mit eigener Trasse                                                                                         | SFS bis hier mit eigener Trasse                                                                                         |
| ehemalige Blockstelle · Blockstelle (Strecke außer Betrieb) | | Buggingen (Abzw) | Buggingen (Abzw) |
| Haltepunkt / Haltestelle · Strecke (außer Betrieb) | 231,838 | Buggingen | 223 m |
| ehemaliger Haltepunkt / Haltestelle · Strecke (außer Betrieb) | 234,800 | Hügelheim | Hügelheim |
| | | | |
| Bahnhof · Strecke (außer Betrieb) | 237,300 | Müllheim (Baden) ehem. Übergang zur Müllheim-Badenweiler Eisenbahn (Meterspur)                                          | 233 m |
| | | | |
| Abzweig geradeaus und nach rechts · Strecke (außer Betrieb) | | Strecke nach Mulhouse                                                                                                   | Strecke nach Mulhouse                                                                                                   |
| Haltepunkt / Haltestelle · Strecke (außer Betrieb) | 239,728 | Auggen | 233 m |
| | | | |
| Abzweig geradeaus und nach links · Abzweig ehemals geradeaus und von rechts | 242,700 | Schliengen Abzweig Rtb/NBS (Bft; „Schliengen Nord“)                                                                     | Schliengen Abzweig Rtb/NBS (Bft; „Schliengen Nord“)                                                                     |
| | | | |
| Strecke · Strecke | | SFS mit eigener Trasse                                                                                                  | SFS mit eigener Trasse                                                                                                  |
| Bahnhof · Strecke | 243,150 | Schliengen | 241 m |
| Strecke | | (Portalverlängerung gegen Tunnelknall)                                                                                  | (Portalverlängerung gegen Tunnelknall)                                                                                  |
| Strecke | 245,400 | Anfang Katzenbergtunnel (9.385 m)                                                                                       | Anfang Katzenbergtunnel (9.385 m)                                                                                       |
| Haltepunkt / Haltestelle · Strecke (im Tunnel) | 246,769 | Bad Bellingen | 254 m |
| Bahnhof · Strecke (im Tunnel) | 249,954 | Rheinweiler | 257 m |
| Haltepunkt / Haltestelle · Strecke (im Tunnel) | 252,664 | Kleinkems („Kleinkems Hp“)                                                                                              | 258 m |
| Überleitstelle / Spurwechsel · Strecke (im Tunnel) | 253,088 | Kleinkems Üst („Kleinkems“)                                                                                             | Kleinkems Üst („Kleinkems“)                                                                                             |
| Tunnel · Strecke (im Tunnel) | 255,300 | Klotz-Tunnel (242 Meter)                                                                                                | Klotz-Tunnel (242 Meter)                                                                                                |
| Tunnel · Strecke (im Tunnel) | 256,000 | Kirchberg-Tunnel (129 Meter)                                                                                            | Kirchberg-Tunnel (129 Meter)                                                                                            |
| Haltepunkt / Haltestelle · Strecke (im Tunnel) | 256,378 | Istein (Hp Awanst) | 258 m |
| Tunnel · Strecke (im Tunnel) | 256,800 | Hardberg-Tunnel (307 Meter)                                                                                             | Hardberg-Tunnel (307 Meter)                                                                                             |
| Strecke | 254,800 | Ende Katzenbergtunnel (9.385 m)                                                                                         | Ende Katzenbergtunnel (9.385 m)                                                                                         |
| Strecke | | (Portalverlängerung gegen Tunnelknall)                                                                                  | (Portalverlängerung gegen Tunnelknall)                                                                                  |
| Bahnhof · Strecke | 258,256 | Efringen-Kirchen | 258 m |
| Haltepunkt / Haltestelle · Strecke | 262,300 | Eimeldingen | 266 m |
| Brücke · Brücke | | Bundesautobahn 98 | Bundesautobahn 98 |
| Verschwenkung nach links · Verschwenkung nach rechts | 259,450 263,050 | (heute Ende der SFS) | (heute Ende der SFS) |
| Überleitstelle / Spurwechsel | | | |
| Verschwenkung von links · Verschwenkung von links und von rechts | | von Kandern | von Kandern |
| Strecke · Kopfbahnhof Streckenende | | Haltingen (Kandertalbahn)                                                                                               | Haltingen (Kandertalbahn)                                                                                               |
| Abzweig geradeaus und nach rechts | | Nordschleife nach Basel Bad Rbf (Gr A)                                                                                  | Nordschleife nach Basel Bad Rbf (Gr A)                                                                                  |
| Bahnhof | 264,281 | Haltingen | 269 m |
| Kilometer-Wechsel | 264,300265,320 | (Kilometersprung) | (Kilometersprung) |
| Kreuzung geradeaus oben · Strecke von rechts | | Nordschleife von Basel Bad Rbf (Gr A)                                                                                   | Nordschleife von Basel Bad Rbf (Gr A)                                                                                   |
| Strecke nach links · Abzweig geradeaus und von rechts | | | |
| Betriebsstelle Streckenanfang · Strecke | | Bw Haltingen | Bw Haltingen |
| | | | |
| Abzweig geradeaus und von rechts · Strecke | | Nordschleife, Bahnstrecke Weil am Rhein–Saint-Louis (Haut-Rhin) (1878–1937) und Anschlussgleis Rheinhafen Weil am Rhein | Nordschleife, Bahnstrecke Weil am Rhein–Saint-Louis (Haut-Rhin) (1878–1937) und Anschlussgleis Rheinhafen Weil am Rhein |
| | | | |
| Blockstelle · Strecke | | Basel Bad Rbf (Gr A) | Basel Bad Rbf (Gr A) |
| Strecke · Bahnhof | 267,600 | Weil am Rhein | 261 m |
| Kreuzung mit U-Bahn geradeaus unten · Kreuzung mit U-Bahn geradeaus unten | | Straßenbahn Basel – Weil am Rhein                                                                                       | Straßenbahn Basel – Weil am Rhein                                                                                       |
| Strecke mit Straßenbrücke Streckenanfang · Strecke mit Straßenbrücke Streckenende | | Friedensbrücke (B317)                                                                                                   | Friedensbrücke (B317)                                                                                                   |
| Strecke · Abzweig geradeaus und nach links | | Gartenbahn nach Lörrach S 5                                                                                             | Gartenbahn nach Lörrach S 5                                                                                             |
| Abzweig geradeaus und nach links · Abzweig geradeaus und von rechts | | Strecke von Basel Bad Rbf (Gr A)                                                                                        | Strecke von Basel Bad Rbf (Gr A)                                                                                        |
| Strecke · Abzweig geradeaus und ehemals nach links | | ehem. Südschleife nach Basel Bad Rbf                                                                                    | ehem. Südschleife nach Basel Bad Rbf                                                                                    |
| Blockstelle · Strecke | | Basel Bad Rbf (Gr C) | Basel Bad Rbf (Gr C) |
| | | | |
| Grenze · Grenze | 268,745 | Staatsgrenze Deutschland/Schweiz; Eigentumsgrenze DB Netz/BEV                                                           | Staatsgrenze Deutschland/Schweiz; Eigentumsgrenze DB Netz/BEV                                                           |
| | | | |
| Abzweig geradeaus und von rechts · Strecke | | von Hafenbahn Kleinhüningen                                                                                             | von Hafenbahn Kleinhüningen                                                                                             |
| Blockstelle · Strecke | | Basel Bad Rbf (Gr L) | Basel Bad Rbf (Gr L) |
| Abzweig geradeaus, ehemals nach links und ehemals nach rechts · Kreuzung geradeaus oben (Querstrecke außer Betrieb) | | nach Basel Bad Gbf und ehem. Südschleife                                                                                | nach Basel Bad Gbf und ehem. Südschleife                                                                                |
| Brücke über Wasserlauf · Brücke über Wasserlauf | | Eisenbahnbrücke (Wiese)                                                                                                 | Eisenbahnbrücke (Wiese)                                                                                                 |
| Abzweig geradeaus und von links · Abzweig geradeaus und nach rechts | | | |
| Bahnhof · Bahnhof | 270,688 | Basel Bad Bf | 263 m |
| Kreuzung mit U-Bahn geradeaus oben · Kreuzung mit U-Bahn geradeaus oben | | Strassenbahn Basel (Riehenstrasse)                                                                                      | Strassenbahn Basel (Riehenstrasse)                                                                                      |
| Abzweig quer und nach rechts · Abzweig geradeaus und nach rechts | | Basler Verbindungsbahn nach Basel SBB S 6                                                                               | Basler Verbindungsbahn nach Basel SBB S 6                                                                               |
| Abzweig geradeaus und nach links | | nach Zell (Wiesental) S 6                                                                                               | nach Zell (Wiesental) S 6                                                                                               |
| Strecke | | nach Konstanz | nach Konstanz |
| | | | |
| Quellen: | | | |

Die Bahnstrecke Mannheim–Basel ist eine zweigleisige elektrifizierte Eisenbahnhauptstrecke in Baden-Württemberg. Sie verläuft durch die Oberrheinische Tiefebene von Mannheim über Heidelberg, Bruchsal, Karlsruhe, Rastatt, Baden-Baden, Offenburg und Freiburg im Breisgau nach Basel und wird daher auch Rheintalbahn oder Oberrheinbahn genannt.
Die Strecke wurde als Teil der badischen Hauptbahn gebaut. Zwischen Mannheim und Rastatt verläuft sie parallel zur Bahnstrecke Mannheim–Rastatt. Unter dem Titel „Ausbau- und Neubaustrecke Karlsruhe–Basel“ wird seit April 1987 am viergleisigen Ausbau und Neubau der Strecke gearbeitet. Deren ursprünglich für 2008 ins Auge gefasste Fertigstellung ist derzeit (Stand: 2021) für 2041 geplant, wobei die Neubauabschnitte bis 2035 fertiggestellt sein sollen.
Die Bahnstrecke Mannheim–Basel zählt zu den bedeutendsten Strecken im Netz der Deutschen Bahn.

## Geschichte

### Badische Hauptbahn
Die Rheintalbahn auf dem Gebiet des Großherzogtums Baden wurde von den Badischen Staatseisenbahnen finanziert und gebaut. Mit dem badischen Gesetz zum Bau der badischen Hauptbahn vom 28. März 1838 wurden jedoch nur wenige Eckpunkte festgelegt:
1. Von Mannheim über Heidelberg, Carlsruhe, Rastatt, Offenburg, Dinglingen und Freiburg bis zur Schweizer Grenze bei Basel wird eine Eisenbahn erbaut. Kehl wird durch eine Seitenbahn mit der Hauptbahn verbunden.
2. Der Bau wird auf Staatskosten ausgeführt.
(Hinsichtlich der Kosten erhielten die Landstände das Budgetrecht für die Folgeperiode, und die Regierung übernahm eine Berichts- und Abrechnungspflicht.)
3. Der Bahndamm ist für eine zweigleisige Führung auszulegen, jedoch soll nur eine eingleisige Strecke gebaut werden. Die Regierung darf eigenständig über einzelne, sofort auszuführende zweigleisige Führungen entscheiden.
4. Die zur Ausmittelung des Bahnzuges erforderlichen Vorarbeiten werden sogleich für die ganze Bahnlänge vorgenommen. Der Bau selbst wird in Mannheim begonnen und an jenen Punkten der Bahnlinie, deren Ausführung voraussichtlich längere Zeit in Anspruch nimmt, namentlich in Rastatt, Freiburg und am Schliengener Berg, baldthunlichst und zwar jedenfalls so früh in's Werk gesetzt, daß die Bahn in ihrem Fortschreiten nirgends aufgehalten wird.

Es ist also unzutreffend, wenn in der Literatur zu finden ist, dass zunächst nur Anfangspunkt in Mannheim und Endpunkt in Basel festgelegt worden seien. Gleichzeitig wurde im Artikel 4 nachträglich das Vorgehen der 1837 gebildeten Technischen Baukommission legitimiert, die technisch bereits bestimmte, dass der Streckenverlauf so festgelegt werden soll, dass die Baukosten so niedrig wie möglich gehalten werden sollten, um gute Fahrzeiten zu erreichen, möglichst geradlinig zu bauen sei, möglichst alle größeren Städte anzubinden seien. Man schloss daraus, möglichst in der Oberrheinischen Tiefebene zu bauen.

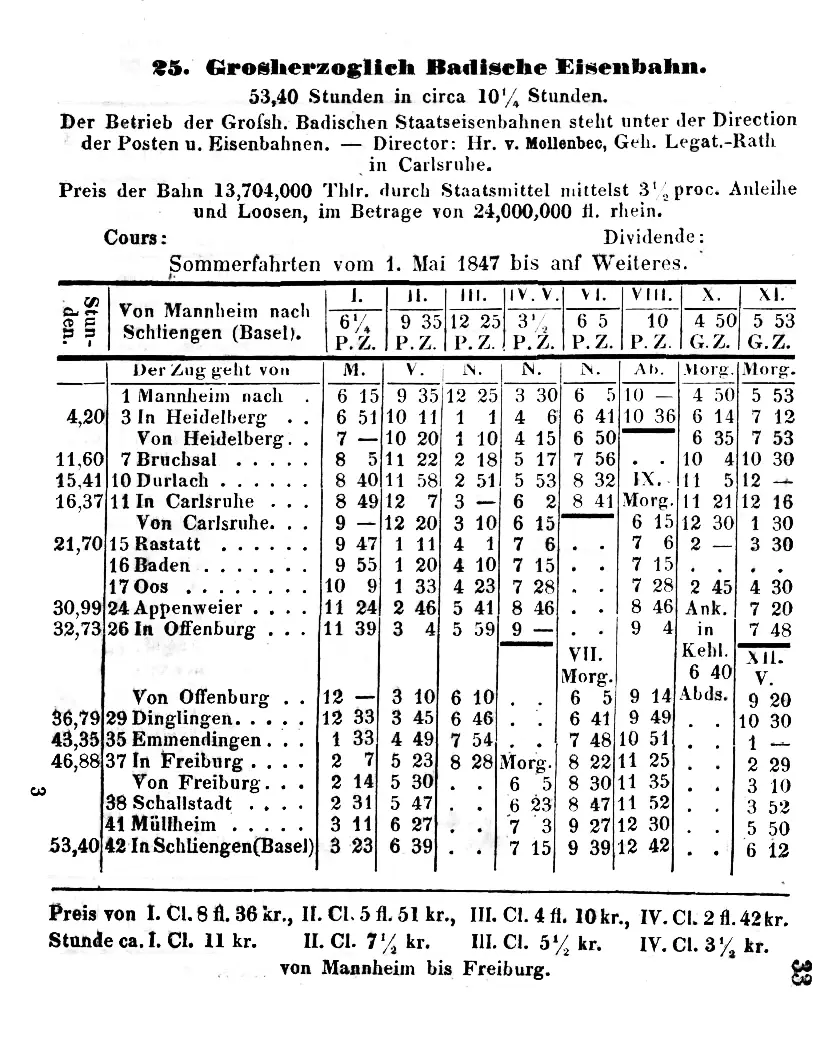
1847 ab Mannheim

Das erste Teilstück zwischen Mannheim und Heidelberg wurde 1840 eröffnet, bis 1855 wurde die Strecke in mehreren Teilen bis Basel fertig gestellt. Erste Trassenentwürfe sahen eine Strecke von Heidelberg über Schwetzingen nach Karlsruhe vor. Nachdem man in der damals drittgrößten Stadt Badens, Bruchsal, von diesen Plänen erfuhr, setzten sich im badischen Parlament Politiker für einen Anschluss Bruchsals und Durlachs ein.
Am 2. Januar 1846 stießen in St. Ilgen zwei Züge zusammen. Ein Mensch starb, 16 weitere wurden verletzt. Dies war einer der ersten Eisenbahnunfälle mit tödlichem Ausgang in Deutschland.

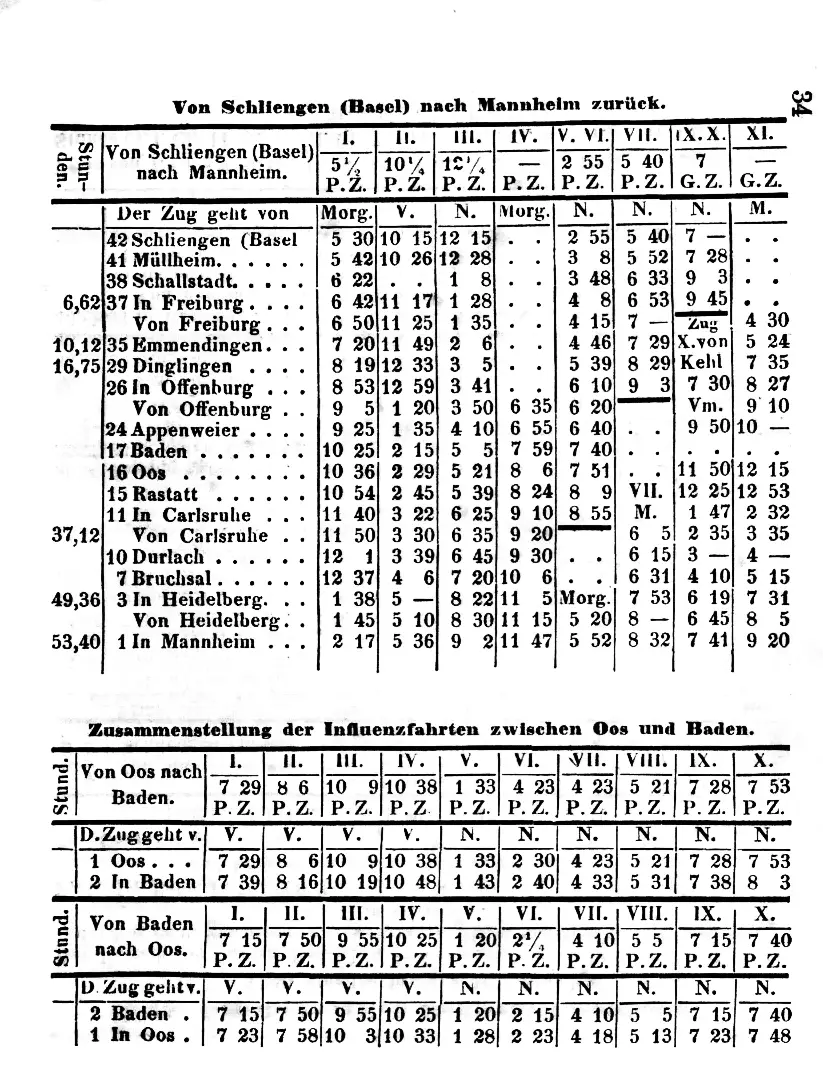
1847 ab Schliengen

Die Strecke wurde zunächst mit einer Spurweite von 1600 Millimetern erbaut. Da die umliegenden Länder und andere Bahnlinien jedoch die Normalspurweite 1435 Millimeter hatten, wurde zwischen 1854 und 1855 die gesamte Strecke auf Normalspur umgebaut.
Da der Stadt Mannheim, deren natürliches Einzugsgebiet um Schwetzingen und Hockenheim herum lag, der Umweg über Heidelberg nicht gefiel, wurde 1870 als zweite Strecke die Bahnstrecke Mannheim–Schwetzingen–Graben-Neudorf–Eggenstein–Karlsruhe eröffnet. Im Zuge des Baus strategischer Bahnlinien kam 1895 die Strecke Graben-Neudorf–Blankenloch–Karlsruhe hinzu, die kürzer als die Verbindung über Eggenstein ist und günstiger an den Karlsruher Hauptbahnhof und den Karlsruher Rangierbahnhof angebunden ist. Die Strecke Graben-Neudorf–Eggenstein–Karlsruhe geriet somit ins Abseits (siehe Hardtbahn).

### Ausbau im 20. Jahrhundert
Im nördlichen Teil zwischen Mannheim und Karlsruhe existieren zwei getrennte Strecken, die Strecke Mannheim–Graben-Neudorf–Karlsruhe sowie die Strecke Mannheim–Heidelberg–Bruchsal–Karlsruhe-Durlach–Karlsruhe (Baden-Kurpfalz-Bahn), die eine Teilstrecke der Rheintalbahn darstellt. Besonders nach dem Ersten Weltkrieg gewann die Strecke für den internationalen Verkehr an Bedeutung.

#### Elektrifizierung

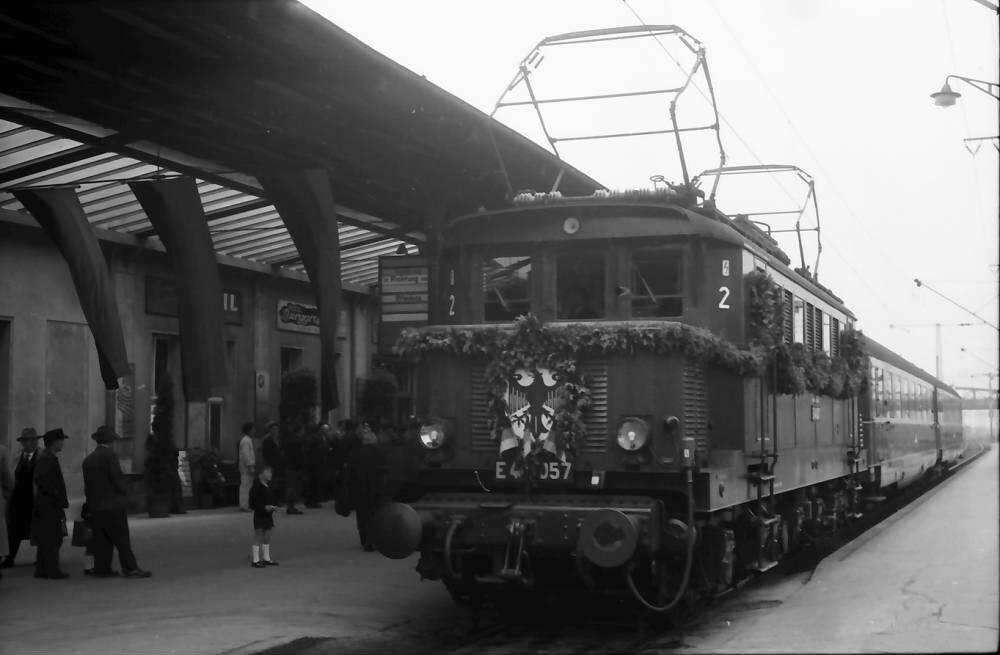
Eröffnungszug der elektrifizierten Rheintalbahn im Freiburger Hauptbahnhof 1956

Auf Grund der gestiegenen internationalen Bedeutung wurde auch die Rheintalbahn ab den 1950er-Jahren elektrifiziert. 1956 erfolgte die Aufnahme des elektrischen Fahrbetriebs zwischen Offenburg und Freiburg sowie Mannheim und Heidelberg. Bis Mitte 1958 war die Strecke durchgängig elektrisch befahrbar.

#### Umstellung der Signalanlage
Ende der 1960er begann die grundlegende Erneuerung der Signalanlagen auf dem 120 Kilometer langen Abschnitt zwischen Offenburg und Basel. Der bis dahin mit Ausnahme des Bahnhofs Freiburg mit mechanischen Stellwerken ausgerüstete Abschnitt wurde auf Relaisstellwerke umgestellt. Die Streckenbelastung lag Ende der 1960er-Jahre bereits bei weit über 100 Zügen pro Tag und Richtung.

#### Entlastung durch Schnellfahrstrecke
Mit der Inbetriebnahme des ersten Teilabschnitts der Neubaustrecke Mannheim–Stuttgart zwischen Mannheim und Graben-Neudorf wurde die Rheintalbahn entlastet und ein gleichmäßig getakteter Nahverkehr ermöglicht. Die Stellwerke in Achern und Freiburg wurden als Elektronisches Stellwerk neu gebaut, die Betriebsstellen Leutersberg, Bad Krozingen, Heitersheim und Müllheim im Markgräflerland wurden im Rahmen von CIR-ELKE angepasst und mit LZB ausgerüstet.

#### Trivia
Der jetzige Bahnhof Baden-Baden hieß ursprünglich Oos, zwischen 1906 und der Stilllegung des Stadtbahnhofs 1977 Baden-Oos und erhielt danach dessen Namen.
Zwischen 1975 und 1977 verübte ein Erpresser, der sich selbst als „Monsieur X“ bezeichnete, mehrere Anschläge auf die Strecke.

### Ausbau im 21. Jahrhundert
Im Rahmen der Ausbau- und Neubaustrecke Karlsruhe–Basel sollte die Rheintalbahn nach Plänen um 1990 zwischen Karlsruhe und Offenburg für durchgehend 160 km/h ausgebaut werden. Bis 2008 sollte nach einem deutsch-schweizerischen Staatsvertrag von 1996, dem Vertrag von Lugano, die gesamte Strecke mindestens viergleisig ausgebaut werden, um dann als nördliche Hauptzufahrtsstrecke zum neuen Gotthard-Basistunnel Richtung Italien zu dienen. Die Deutsche Bahn hat hierzu das Projekt Neu- und Ausbaustrecke Karlsruhe–Basel aufgelegt.
Zwischen Karlsruhe und Rastatt verlaufen in relativ kleinem Abstand ebenfalls die beiden Strecken der Rheintalbahn und der Bahnstrecke Mannheim–Rastatt. Zwischen dem Rastatter Bahnhof und der Kreuzung mit der Bundesautobahn 5 ist die Strecke bisher noch zweigleisig, da die Streckenführung in diesem Bereich lange umstritten war. Jetzt ist ein Tunnel unter Rastatt hindurch zwischen Rastatt-Niederbühl und dem Abzweig von Bundesstraße 3 und Bundesstraße 36 in Bau. Zwischen Baden-Baden-Haueneberstein und Offenburg wurden inzwischen durchgängig neben den beiden alten Gleisen zwei neue Schnellfahrgleise in Betrieb genommen. Seit Dezember 2012 in Betrieb ist der Katzenbergtunnel zwischen Schliengen und Efringen-Kirchen zur Umgehung des Nadelöhrs „Isteiner Klotz“. Der restliche Bereich zwischen Müllheim und Basel ist derzeit im Bau, der Bereich Offenburg–Müllheim noch in Planung.
Als Teil des Rhein-Alpen-Korridors wird die Strecke mit ETCS (teils mit ETCS signalgeführt, größtenteils Level 2) zusätzlich zu PZB und LZB ausgerüstet. Dazu wurde eine Reihe von Elektronischen Stellwerken errichtet und weitere Stellwerke hochgerüstet. Auf dem ersten Abschnitt zwischen Gundelfingen nördlich von Freiburg und Haltingen soll die Ausrüstung bis Dezember 2024 erfolgen, nach Abschluss des Zulassungsverfahrens soll ETCS ab April 2025 betrieblich nutzbar sein.

### Eröffnungsdaten im Einzelnen
| Datum              | Abschnittsanfang | Abschnittsende   |
| ------------------ | ---------------- | ---------------- |
| 12. September 1840 | Mannheim Hbf     | Heidelberg Hbf   |
| 10. April 1843     | Heidelberg Hbf   | Karlsruhe Hbf    |
| 01. Mai 1844       | Karlsruhe Hbf    | Rastatt          |
| 06. Mai 1844       | Rastatt          | Baden-Oos        |
| 01. Juni 1844      | Baden-Oos        | Offenburg        |
| 30. Juli 1845      | Offenburg        | Freiburg Hbf     |
| 01. Juni 1847      | Freiburg Hbf     | Müllheim (Baden) |
| 15. Juni 1847      | Müllheim (Baden) | Schliengen       |
| 08. November 1848  | Schliengen       | Efringen         |
| 22. Januar 1851    | Efringen         | Haltingen        |
| 1855               | Haltingen        | Basel            |

### Der historische Fahrplan der Teilstrecke Offenburg ↔ Basel

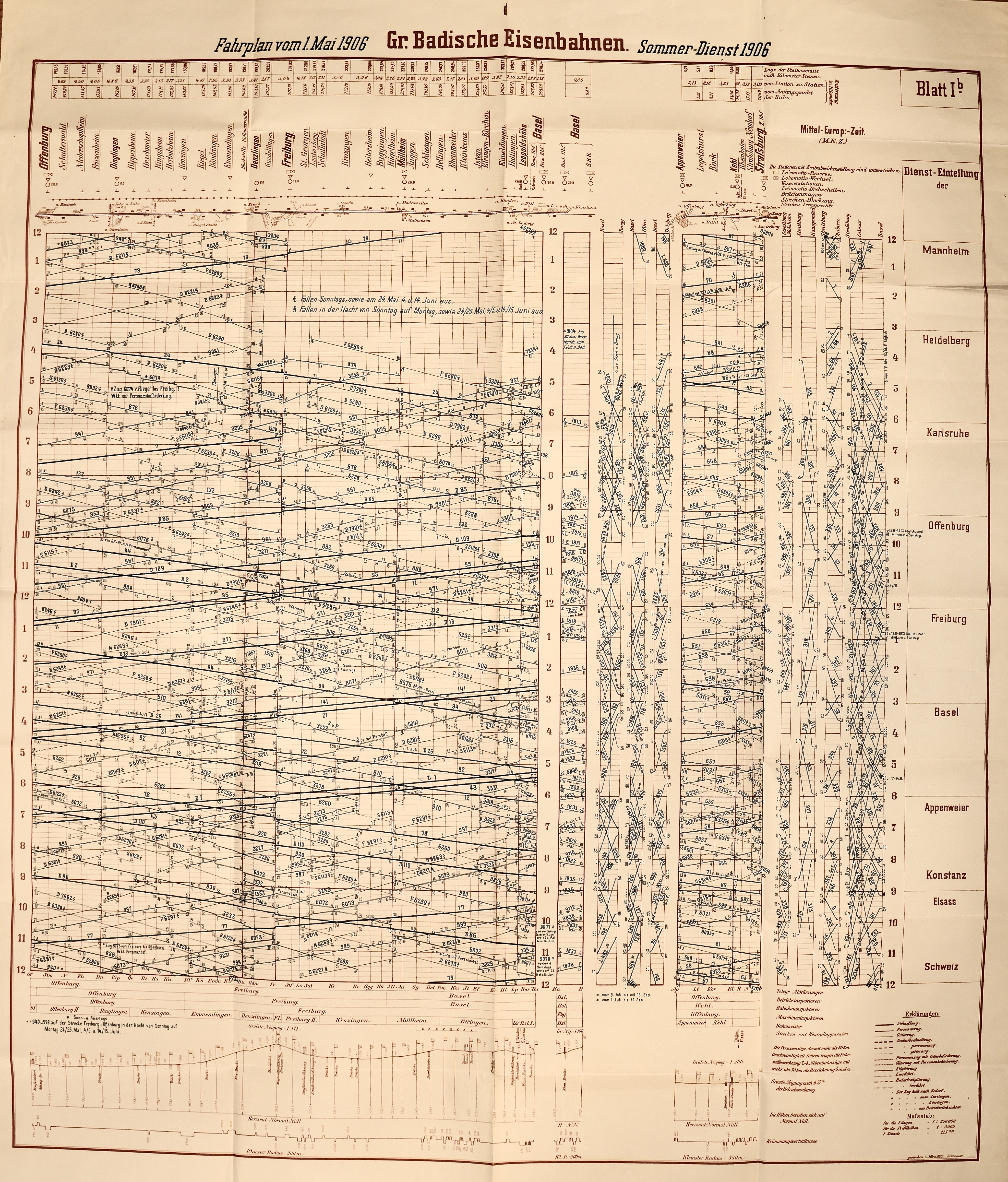
Der graphische Fahrplan der Strecke Offenburg–Basel vom 1. Mai 1906.
Siehe auch: Graphischer Fahrplan der Gotthardbahn

Der graphische Fahrplan der „Großherzoglich Badischen Staatseisenbahnen“ vom 1. Mai 1906 zeigt den Zugverkehr zu jener Zeit auf der Teilstrecke Offenburg–Basel. Auf der Abszisse der Grafik sind die Bahnhöfe von Offenburg bis Basel dargestellt, auf der Ordinate verläuft die Tageszeit von 12 Uhr Nachts über 12 Uhr Mittags bis 12 Uhr Nachts von oben nach unten. Auf dem gedruckten Originalfahrplan der Größe 70 cm × 80 cm (Breite × Höhe des braunen Rahmens) sind die Distanzen auf der Abszisse in einem Maßstab von 1:350.000 dargestellt. Ein Millimeter in der Grafik entspricht also einer Distanz von 350 Metern in der Natur. Auf der Ordinate entspricht eine Stunde einem vertikalen Abstand von 22 Millimetern auf dem Papier.
Da die Zeit auf der Grafik von oben nach unten verläuft, beschreiben Linien, die nach rechts geneigt sind, Züge, die von Offenburg nach Basel fahren. Linien, die nach links geneigt sind, beschreiben Züge, die von Basel nach Offenburg fahren. Als Beispiel sehen wir Zug 44, der den Bahnhof Offenburg um 10:13 Uhr verlässt und Freiburg um 11:05 Uhr erreicht. Während acht Minuten bewegt sich der Zug nicht, die Zeit läuft jedoch weiter. Deshalb ist die Linie des Zugs 44 in Freiburg unterbrochen. Um 11:13 Uhr verlässt Zug 44 Freiburg und trifft ohne weiteren Halt um 12:12 Uhr in Badisch Basel ein.
Unterhalb der Ortsnamen ist in brauner Farbe das Gleisbild der Strecke aufgezeichnet. Das Gleisbild zeigt, dass im Jahr 1906 die ganze Teilstrecke Offenburg ↔ Basel bereits zweispurig war. Dass die Strecke zweispurig ist, sieht man nicht nur am aufgezeichneten Gleisbild, sondern im graphischen Fahrplan auch daran, dass Züge sich außerhalb der Bahnhöfe kreuzen können. So zum Beispiel durchfährt Zug 44 um 11:23 Uhr den Bahnhof Schallstadt in Richtung Basel, während der in der Gegenrichtung fahrende Zug 95 gleichzeitig Krozingen passiert. Sowohl in der Graphik als auch auf ihrer Fahrt kreuzen sich die Züge 44 und 95 irgendwo auf der Strecke zwischen Schallstadt und Krozingen.
Die auf der Spitze stehenden Dreiecke unterhalb der Ortsnamen zeigen, dass die Dampflokomotiven an diesen Orten an Wasserstationen Wasser fassen können. Die kleinen Ringe unter den Ortsnamen weisen darauf hin, dass die Lokomotiven an diesen Orten auf einer Drehscheibe gewendet werden können. Die darunter wie auf einer Perlenkette angeordneten Punkte zeigen die Orte der Streckentelefone. In der zweituntersten Zeile der Grafik ist das Höhenprofil eingezeichnet. Der Maßstab des Höhenprofiles dieser Karte ist 1:5000. Um jeden Millimeter Höhenunterschied des Profils steigt oder fällt die Strecke in der Natur um 5 Meter an oder ab.
Neben der Strecke Offenburg ↔ Basel sind auf dem Fahrplan zusätzlich die Fahrten der Züge der Strecken Badisch-Basel ↔ Basel-SBB, Basel ↔ Brugg, Basel ↔ Olten, Basel ↔ Delsberg und Appenweier ↔ Straßburg aufgeführt. Direkt unter der Zeit-Orts-Grafik sind unter anderem die Sektoren der Bahnbauinspektoren und die Sektoren der Bahnmeister dargestellt.

## Heutige Situation

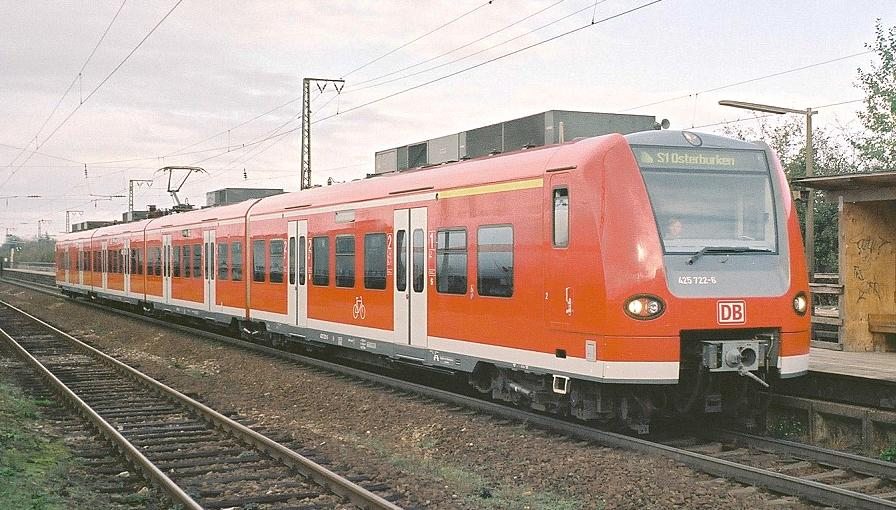
Rhein-Neckar-S-Bahn (S1) zwischen Mannheim und Heidelberg (2004)

Die Rheintalbahn zählt heute zu den meistbefahrenen Bahnstrecken Deutschlands sowohl im Personen- als auch im Güterverkehr, unter anderem wegen des grenzüberschreitenden Verkehrs in die Schweiz und nach Frankreich auf dieser Strecke. Eine Untersuchung der Hochschule Kehl beziffert die Zugzahl auf bis zu 286 Züge täglich.
Der Großteil der Strecke, zwischen Offenburg und Gundelfingen sowie zwischen Leutersberg und Weil am Rhein, gilt seit September 2008 als überlasteter Schienenweg. Mit einer Auslastung von 126 Prozent galt die Strecke 2011 als überlastet, Züge müssen in besonders engen Abständen fahren. Durch weitgehend harmonisierte Fahrplantrassen beabsichtigt die Deutsche Bahn, die Kapazitätsnutzung ab dem Jahresfahrplan 2022 zu optimieren.
Halte des Hochgeschwindigkeitsverkehrs sind stets Mannheim, Karlsruhe, Freiburg und Basel Bad Bf sowie alternierend Offenburg und Baden-Baden, ausnahmsweise auch Heidelberg, selten Bruchsal und Rastatt. Fernzughalte sind zudem Wiesloch-Walldorf, Karlsruhe-Durlach, Lahr, Ringsheim, Emmendingen, Bad Krozingen, Müllheim und Weil am Rhein.
Auf dem Abschnitt Mannheim–Karlsruhe verkehren seit Dezember 2003 die Linien S3 (Germersheim–Karlsruhe) und S4 (Germersheim–Bruchsal) der S-Bahn RheinNeckar. Zwischen Bruchsal und Rastatt verkehren die Stadtbahnlinien S31, S32, S7, S71, S8 und S81 der Stadtbahn Karlsruhe. Die Linien S7 und die S71 fahren von Rastatt weiter bis nach Achern. Zwischen Karlsruhe und Offenburg verkehren die RE-Züge der Schwarzwaldbahn stündlich, seit Dezember 2009-2020 teilweise halbstündlich. Die Verstärker sind seit Juni 2020 in die RE-Linie Basel-Karlsruhe eingebunden. Zwischen Offenburg und Basel verkehrt jeweils ein RE- und RB-Zug pro Stunde, auf einigen Streckenabschnitten gibt es allerdings (auch aufgrund der Fernzüge) Taktlücken bis zu 50 Minuten.
An beiden Endpunkten befindet sich jeweils einer der größten Rangierbahnhöfe Europas: Mannheim Rbf sowie jenseits der Staatsgrenze Basel SBB RB im Ort Muttenz, beide zweiseitig angelegt. Ein Rangierbahnhof dieser Strecke in Heidelberg ist stillgelegt worden. Auf dem Areal entsteht mittlerweile der neue Stadtteil Bahnstadt. Weiterhin sind noch Güterbahnhöfe der DB in Karlsruhe, Offenburg, Freiburg im Breisgau und Basel vorhanden. Karlsruhe Gbf ist mit Estw-Technik ausgerüstet und wird von der Betriebszentrale Karlsruhe gesteuert. Die weiteren sind noch örtlich besetzt, teilweise mit elektromechanischen Stellwerken.
Seit dem 9. Dezember 2012 ist zwischen Schliengen und Haltingen die zweigleisige Schnellfahrstrecke durch den Katzenbergtunnel in Betrieb. Damit einher geht eine Entmischung des schnellen Personenfernverkehrs und des Güterverkehrs im Raum Basel. Dazu dient auch die Erweiterung der so genannten Verbindungsbahn zwischen Basel Badischer Bahnhof (nördlich des Rheins) und dem Abzweig Gellert (südlich des Rheins) durch eine weitere Rheinbrücke.
2013, 2015 und 2016 kam es bei Freiburg-St. Georgen wiederholt zu Hangrutschen, die eine mehrtägige Streckensperrung zur Folge hatten. Auch 2018 ist DB Netz dort noch mit Sicherungsarbeiten beschäftigt.
Im Sommer 2014 wurde unter Vollsperrung der Abschnitt zwischen Schliengen und Haltingen über Bad Bellingen komplett saniert. Gleise, Schwellen und die Tunnel wurden erneuert.
Im Rahmen der Ausbaumaßnahmen für die S-Bahn RheinNeckar läuft die Planung für einen dreigleisigen Abschnitt zwischen Mannheim Hauptbahnhof und Mannheim-Friedrichsfeld Süd. Im Mai 2022 wurde eine Machbarkeitsstudie für den Abschnitt ausgeschrieben.
Der darüber hinausgehende viergleisige Ausbau bis Heidelberg befindet sich in der Konzeptionsphase (Stand: 2012). Im März 2014 stellte die EU Zuschüsse in Höhe von 30 bis 40 % (statt bisher 10 %) in Aussicht. Diese Kapazitätserhöhung sei laut einer Äußerung des Verkehrsministeriums im März 2017 nicht finanzierbar, jedoch ist ihre Umsetzung für die neu einzuführende Regionalexpresslinie von Karlsruhe über Heidelberg nach Mannheim bis „vsl. Dezember 2027 aufwärts“ vorgesehen.

## Betriebsstörungen

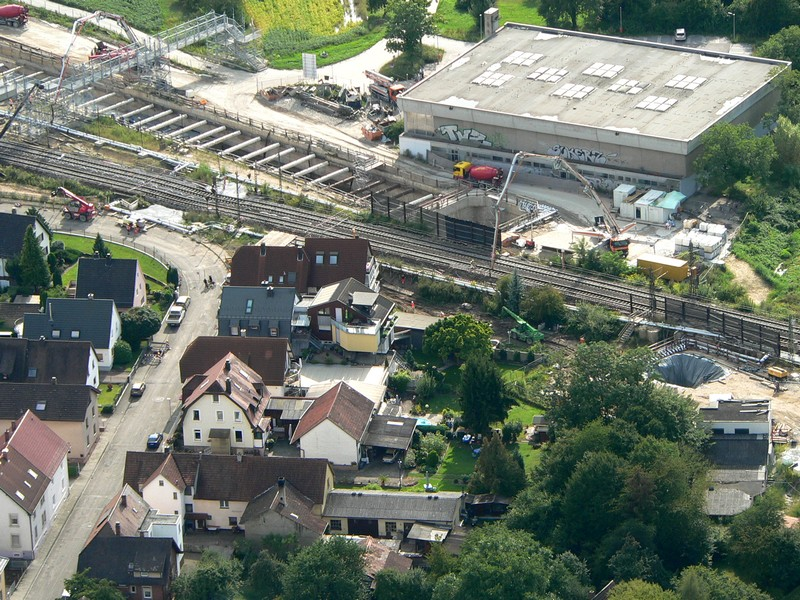
Schadstelle mit abgesenkten Gleisen (20. August 2017)

Am 12. August 2017 kam es beim Bau des Tunnels Rastatt zu einer Gleisabsenkung. Infolgedessen musste der Abschnitt zwischen Rastatt und Baden-Baden komplett für den Zugverkehr gesperrt werden. Zwischen Rastatt und Baden-Baden wurde ein Schienenersatzverkehr eingerichtet, Reisende mussten mit einer Verzögerung von bis zu 60 Minuten rechnen. Güterzüge mussten auf LKW umgeladen oder über Ausweichstrecken umgeleitet werden. Der Betrieb wurde am 2. Oktober 2017 wieder aufgenommen.
Nach der Kollision eines Güterzugs der Rollenden Landstraße mit einem 140 Tonnen schweren Betonteil von einer Brücke am 2. April 2020 bei Auggen blieb der Abschnitt zwischen Freiburg und Basel bis zum 8. April 2020 gesperrt. Bei diesem Unfall kam der Lokführer ums Leben, von den mitfahrenden Lkw-Fahrern wurden zwei schwer und acht leicht verletzt. Die Gesamtschadenshöhe wurde von der Bundesstelle für Eisenbahnunfalluntersuchung auf 5,462 Mio. Euro geschätzt.

## Eingesetzte Fahrzeuge
Der Fernverkehr wird in Richtung Hamburg und Berlin mit ICE 1 und ICE 4 und in Richtung Dortmund mit ICE 3 abgewickelt. Im EuroCity- bzw. Intercity-Verkehr werden meistens Lokomotiven der Baureihe 101 verwendet, im Regionalverkehr indes Maschinen der Baureihe 146 mit Doppelstockwagen.
Seit dem 14. Juni 2020 kommen zwischen Karlsruhe und Basel Triebwagen der Baureihe 1462 als RE7 und die Baureihe 463 als RB26 und RB27 zum Einsatz, beide dabei im neuen bwegt-Design. Bis 2017 befanden sich Lokomotiven der Baureihe 111 mit n-Wagen noch regelmäßig im Einsatz, beispielsweise auf der Relation Offenburg-Basel.
In Mittelbaden verwendet die Albtal-Verkehrs-Gesellschaft (AVG) auf der Stadtbahn Karlsruhe Zweisystemstadtbahnwagen der Baureihe 450 (GT8-100C/2S) und GT8-100D/2S-M, je nach Lieferserie mit WC und Panoramaverglasung.
Am Oberrhein sind im S-Bahn-Verkehr seit dem Fahrplanwechsel 2020/2021 Triebwagen der Baureihe 463 auf der Linie S9 unterwegs, sie lösen somit die Baureihe 425 nach langen Einsatzjahren, noch als RB2 unterwegs gewesen, ab. Zwischendurch wurden auch Züge mit der Baureihe 111 und n-Wagen gebildet.
Die Südwestdeutsche Verkehrs-Aktiengesellschaft (SWEG) setzt Talent-3-Triebwagen auf den Linien S2, S3 und S5 der Breisgau-S-Bahn ein. Im Netz der Regio S-Bahn Ortenau werden Mireo Plus B eingesetzt.
In den Abschnitten von Bruchsal nach Appenweier und von Freiburg bis Appenweier verkehren TGV in der inOui-Version der SNCF, die in Karlsruhe, teilweise Baden-Baden, Offenburg, Lahr und Emmendingen halten.
Seit Dezember 2017 verkehrt wieder ein Zugpaar von Frankfurt über Basel nach Mailand als neue Zuggattung ECE. Eingesetzt wird dabei ein Triebzug der Baureihe ETR 610 der Trenitalia. Bis Mitte 2021 erbrachte diese Leistung in der Regel ein ETR 610 der SBB.

## Bedienungsangebot

### Fernverkehr
Im Schienenpersonenfernverkehr wird die Rheintalbahn von diversen Intercity-Express-, Intercity- und EuroCity-Linien befahren.
| Linie     | Zuglauf |
| --------- | --- |
| ICE 12    | Berlin – Braunschweig – Kassel-Wilhelmshöhe – Frankfurt – Mannheim – Karlsruhe – Basel (– Bern – Interlaken Ost)                                                                              |
| ICE 20    | (Kiel –) Hamburg – Kassel-Wilhelmshöhe – Frankfurt – Mannheim – Karlsruhe – Basel (– Bern – Interlaken Ost)                                                                                   |
| ICE 31    | Kiel – Hamburg – Bremen – Dortmund – Wuppertal – Köln – Bonn – Mainz – Mannheim – Karlsruhe – Freiburg – Basel                                                                                |
| ICE 43    | (Amsterdam – Duisburg bzw. Dortmund –) Köln – Frankfurt Flughafen – Mannheim – Karlsruhe – Basel                                                                                              |
| ICE 60    | (Basel Bad – Freiburg – Baden-Baden –) Karlsruhe – Stuttgart – München |
| ICE 83    | Paris – Karlsruhe – Stuttgart (– München) |
| ICE 84    | Frankfurt – Mannheim – Karlsruhe – Baden-Baden – Strasbourg – Mulhouse-Ville – Belfort-Montbéliard – Besançon – Chalon – Lyon-Part-Dieu – Avignon – Aix-en-Provence – Marseille-Saint-Charles |
| ECE 85    | Frankfurt – Mannheim – Karlsruhe – Ringsheim – Freiburg – Basel – Milano |
| EC 30     | Kiel – Hamburg – Dortmund – Duisburg/Wuppertal – Köln – Koblenz – Mannheim – Karlsruhe – Basel – Zürich                                                                                       |
| IC 35     | Norddeich Mole – Münster – Duisburg – Köln – Koblenz – Mannheim – Karlsruhe – Offenburg – Triberg – Singen – Konstanz                                                                         |
| TGV       | Freiburg – Emmendingen – Lahr – Offenburg – Straßburg – Paris Est |
| NJ        | Hamburg – Hannover – Frankfurt – Mannheim – Karlsruhe – Freiburg – Basel – Zürich |
| NJ        | Berlin – Magdeburg – Frankfurt – Mannheim – Karlsruhe – Freiburg – Basel – Zürich |
| NJ        | Amsterdam – Köln – Mainz – Frankfurt – Mannheim – Karlsruhe – Freiburg – Basel – Zürich |
| FlixNight | Hamburg – Hannover – Karlsruhe – Freiburg – Lörrach |

### Regionalverkehr
Im Schienenpersonennahverkehr wird die Rheintalbahn von verschiedenen Regional-Express-, Regionalbahn-, S-Bahn- und Stadtbahnlinien bedient.
| Linie                | Zuglauf |
| DB Regio             | DB Regio |
| -------------------- | --- |
| RE 2                 | Karlsruhe – Rastatt – Baden-Baden – Achern – Appenweier – Offenburg – Hausach – Triberg – Villingen – Donaueschingen – Singen – Radolfzell – Konstanz   |
| RE 40                | Karlsruhe – Rastatt – Gaggenau – Gernsbach – Forbach – Baiersbronn – Freudenstadt                                                                       |
| RE 7                 | (Karlsruhe – Rastatt – Baden-Baden –) Offenburg – Lahr – Emmendingen – Freiburg – Bad Krozingen – Müllheim – Weil am Rhein – Basel Bad Bf (– Basel SBB) |
| RE 73                | Karlsruhe – Bruchsal – Wiesloch-Walldorf – Heidelberg (– Mannheim)                                                                                      |
| RB 68                | Frankfurt am Main – Darmstadt – Bensheim – Weinheim – Neu-Edingen/Friedrichsfeld – Heidelberg – Wiesloch-Walldorf                                       |
| RB 26                | Offenburg – Lahr – Riegel-Malterdingen – Emmendingen – Denzlingen – Freiburg                                                                            |
| RB 27                | Freiburg – Bad Krozingen – Müllheim – Weil am Rhein – Basel Bad Bf                                                                                      |
| RB 27                | (Freiburg – Bad Krozingen –) Müllheim – Neuenburg |
| RB 41                | Karlsruhe – Rastatt – Gaggenau – Gernsbach – Forbach (– Baiersbronn – Freudenstadt – Eutingen (Gäu) – Herrenberg)                                       |
| RB 44                | Karlsruhe – Rastatt – Baden-Baden – Bühl – Achern |
| SWEG                 | |
| RE 10a               | Mannheim – Heidelberg – Eberbach – Mosbach-Neckarelz – Bad Friedrichshall – Heilbronn                                                                   |
| RE 10b               | Mannheim – Heidelberg – Meckesheim – Sinsheim – Bad Friedrichshall – Heilbronn                                                                          |
| S 2                  | (Elzach –) Bleibach – Waldkirch – Denzlingen – Freiburg                                                                                                 |
| S 3                  | (Freiburg –) Bad Krozingen – Staufen – Staufen Süd (– Münstertal)                                                                                       |
| RS 2                 | Bad Griesbach – Oppenau – Oberkirch – Appenweier – Offenburg (– Hausach)                                                                                |
| RS 3                 | (Offenburg – Appenweier –) Achern – Kappelrodeck – Ottenhöfen                                                                                           |
| RS 4                 | Offenburg – Appenweier – Kehl – Straßburg |
| S-Bahn RheinNeckar:  | |
| S 1                  | Homburg – Kaiserslautern – Schifferstadt – Ludwigshafen(Rhein) – Mannheim – Heidelberg – Eberbach – Mosbach – Osterburken                               |
| S 2                  | Kaiserslautern – Schifferstadt – Ludwigshafen(Rhein) – Mannheim – Heidelberg – Eberbach – Mosbach                                                       |
| S 3                  | Karlsruhe – Wörth – Germersheim – Schifferstadt – Ludwigshafen(Rhein) – Mannheim – Heidelberg – Bruchsal – Karlsruhe                                    |
| S 4                  | Germersheim – Schifferstadt – Ludwigshafen(Rhein) – Mannheim – Heidelberg – Bruchsal                                                                    |
| S 9                  | Groß-Rohrheim – Mannheim – Schwetzingen – Graben-Neudorf – Karlsruhe                                                                                    |
| Stadtbahn Karlsruhe: | |
| S 31                 | Odenheim – Ubstadt Ort – Bruchsal – Karlsruhe-Durlach – Karlsruhe                                                                                       |
| S 32                 | Menzingen – Ubstadt Ort – Bruchsal – Karlsruhe-Durlach – Karlsruhe                                                                                      |
| S 7                  | Karlsruhe Tullastraße/Verkehrsbetriebe – Karlsruhe Marktplatz – Rastatt – Baden-Baden – Bühl – Achern                                                   |
| S 71                 | Karlsruhe – Ettlingen West – Rastatt – Baden-Baden – Achern                                                                                             |
| S 8                  | Karlsruhe – Durmersheim – Rastatt – Gaggenau – Gernsbach – Forbach – Baiersbronn – Freudenstadt – Eutingen(Gäu) – Bondorf                               |
| S 81                 | Karlsruhe – Ettlingen West – Rastatt – Gaggenau – Gernsbach – Forbach – Baiersbronn – Freudenstadt                                                      |

Auf dem Abschnitt Mannheim Hbf–Heidelberg Hbf fahren die S1–S4 der S-Bahn Rhein-Neckar sowie stündlich der RE 10 und ein ICE.
Auf dem Abschnitt Heidelberg Hbf–Bruchsal fahren stündlich die S3 und S4 der S-Bahn Rhein-Neckar sowie stündlich der RE73 von Heidelberg Hbf nach Karlsruhe Hbf und ein ICE.
Auf dem Abschnitt Bruchsal–Karlsruhe Hbf fährt stündlich die S3 der S-Bahn Rhein-Neckar, stündlich der RE73, stündlich ein ICE, und alle 20, 30 oder 60 Minuten die S31/S32 der AVG.
Auf dem Abschnitt Karlsruhe–Offenburg fährt der RE2 der Schwarzwaldbahn von Karlsruhe nach Konstanz im Stundentakt. Morgens und nachmittags fährt stündlich der RE7 Karlsruhe–Basel, wodurch sich in dem Zeitraum ein Halbstundentakt ergibt. Zwischen Achern und Karlsruhe Hbf gibt es zusätzlich die S-Bahnen-Linie S7 der AVG und die Regionalbahnlinie RB44.
Auf dem Abschnitt Offenburg–Basel fährt zweistündlich ein langsamer RE7 und ebenfalls zweistündlich ein schneller RE7. Diese bilden auf einigen Abschnitten einen angenäherten Stundentakt. Die Regionalbahnen RB26 fahren stündlich zwischen Offenburg und Freiburg sowie die Regionalbahnen RB27 zwischen Freiburg und Basel Bad Bf (zwischen Müllheim und Basel teilweise zweistündlich). Wegen Trassenkonflikten gibt es teilweise Taktlücken von bis zu 50 Minuten.
Das Netz 4 Rheintal, aufgeteilt in zwei Lose, wurde im November 2015 ausgeschrieben. Die Verkehrsverträge für Regionalverkehr auf der Strecke umfassen insgesamt rund 4,7 Millionen Zugkilometer pro Jahr und sollen von Juni 2020 bis Dezember 2032 laufen. Für die zugehörigen Neufahrzeuge, die auch für den Katzenbergtunnel tauglich sind, sind Investitionen von einer Viertelmilliarde Euro vorgesehen.
Im Dezember 2015 wurde das Betriebskonzept des Regionalverkehrs-Ausschreibungsfahrplans zwischen Offenburg und Basel vorgestellt. Als Grundgerüst ist ein Stundentakt über die gesamte Strecke mit Halt an allen Stationen vorgesehen. Daneben ist ein Regionalexpress in zwei sich stündlich abwechselnden Varianten vorgesehen: Zweistündlich soll ein schneller Regionalexpress den Weg zwischen Offenburg und Basel in unter 90 Minuten zurücklegen, mit Halten in Offenburg, Lahr, Herbolzheim, Kenzingen, Riegel-Malterdingen, Emmendingen, Denzlingen, Freiburg Hauptbahnhof, Bad Krozingen, Heitersheim, Müllheim, Weil am Rhein, Basel Badischer Bahnhof und manchmal auch Grenzübertritt nach Basel SBB. Ein langsamerer RE soll zusätzlich Orschweier, Ringsheim, Schallstadt, Bad Bellingen, Efringen-Kirchen und Haltingen bedienen. Für viele Stationen wird die Zahl der Zughalte deutlich erhöht.
Daneben ist eine Ausschreibung für das Netz Freiburger Y (Netz 9b) vorgesehen.
Das nach dem Zielkonzept 2025 des Landes Baden-Württemberg vorzusehende Zugangebot – pro Stunde und Richtung drei Züge von Offenburg nach Freiburg, vier ab Riegel-Malterdingen – kann derzeit aufgrund der dichten Belegung der Strecke nicht umgesetzt werden. Die dazu benötigte Infrastruktur soll im Zeitraum bis 2031 in Betrieb gehen.

## Zukunft
Nach Fertigstellung des Rastatter Tunnels (frühestens Ende 2026) soll der RE7 dauerhaft stündlich bis Karlsruhe und der RE40 stündlich zwischen Karlsruhe und Freudenstadt verkehren. Nach dem vollständigen viergleisigen Ausbau zwischen Müllheim und Basel soll die RB27 dort halbstündig fahren.
Die von der Albtal-Verkehrs-Gesellschaft betriebene Linie S7 wird ab der Fertigstellung des Rastatter Tunnels bereits in Baden-Baden enden, die ebenfalls von der Albtal-Verkehrs-Gesellschaft betriebene Linie S8 wird ab diesem Zeitpunkt nur noch bis Forbach verkehren.
Die Strecke soll zwischen Mannheim und Heidelberg drei- bis viergleisig ausgebaut werden.

## Betriebsstellen

### Heidelberg-Kirchheim/Rohrbach
Der Bahnhof Heidelberg-Kirchheim/Rohrbach liegt im Heidelberger Stadtteil Kirchheim an der Grenze zu Rohrbach. Am nördlichen Ende des Bahnhofs endete früher die durch die beiden Rangierbahnhöfe führende Bahnstrecke von Mannheim Hbf. Östlich des Bahnhofs befand sich früher die Waggonfabrik Fuchs. Am südlichen Ende des Bahnhofs beginnt die von der Heidelberger Straßen- und Bergbahn (HSB) betriebene Anschlussbahn ins Gewerbegebiet Rohrbach-Süd und zum Leimener Zementwerk.
Die sicherungstechnischen Anlagen des Bahnhofs werden seit 2004 vom ESTW-A Wiesloch-Walldorf gesteuert, der über die ESTW-UZ Bruchsal aus dem Steuerbezirk 1 der Betriebszentrale Karlsruhe bedient wird.

### St. Ilgen-Sandhausen
Der Haltepunkt St. Ilgen-Sandhausen liegt im zu Leimen gehörenden Ort St. Ilgen an der Grenze zu Sandhausen. Auf beiden Seiten der Bahnstrecke gibt es einen kleinen Busbahnhof.
Die Ende 2019 durchgeführte Bahnsteigverlängerung von 140 m auf 210 m für Langzüge der S-Bahn Rhein-Neckar wurde im Jahr 2008 mit Kosten von 129.000 Euro, die sich bis 2018 auf 337.941 Euro erhöht haben, im Leimener Gemeinderat beschlossen. Die Gemeinde Sandhausen beteiligt sich an diesen Kosten nicht.